# Europasaurus holgeri
Europasaurus (il cui nome significa "lucertola dall'Europa") è un genere estinto di dinosauro sauropode macronario vissuto nel Giurassico superiore, circa 154–151 milioni di anni fa (Kimmeridgiano), nel nord della Germania. Il genere contiene una singola specie, ossia E. holgeri. L'animale è un chiaro esempio preistorico di nanismo insulare, dovuto all'isolamento di una popolazione di sauropodi su un'isola nell'antico bacino della Bassa Sassonia.

## Scoperta e denominazione

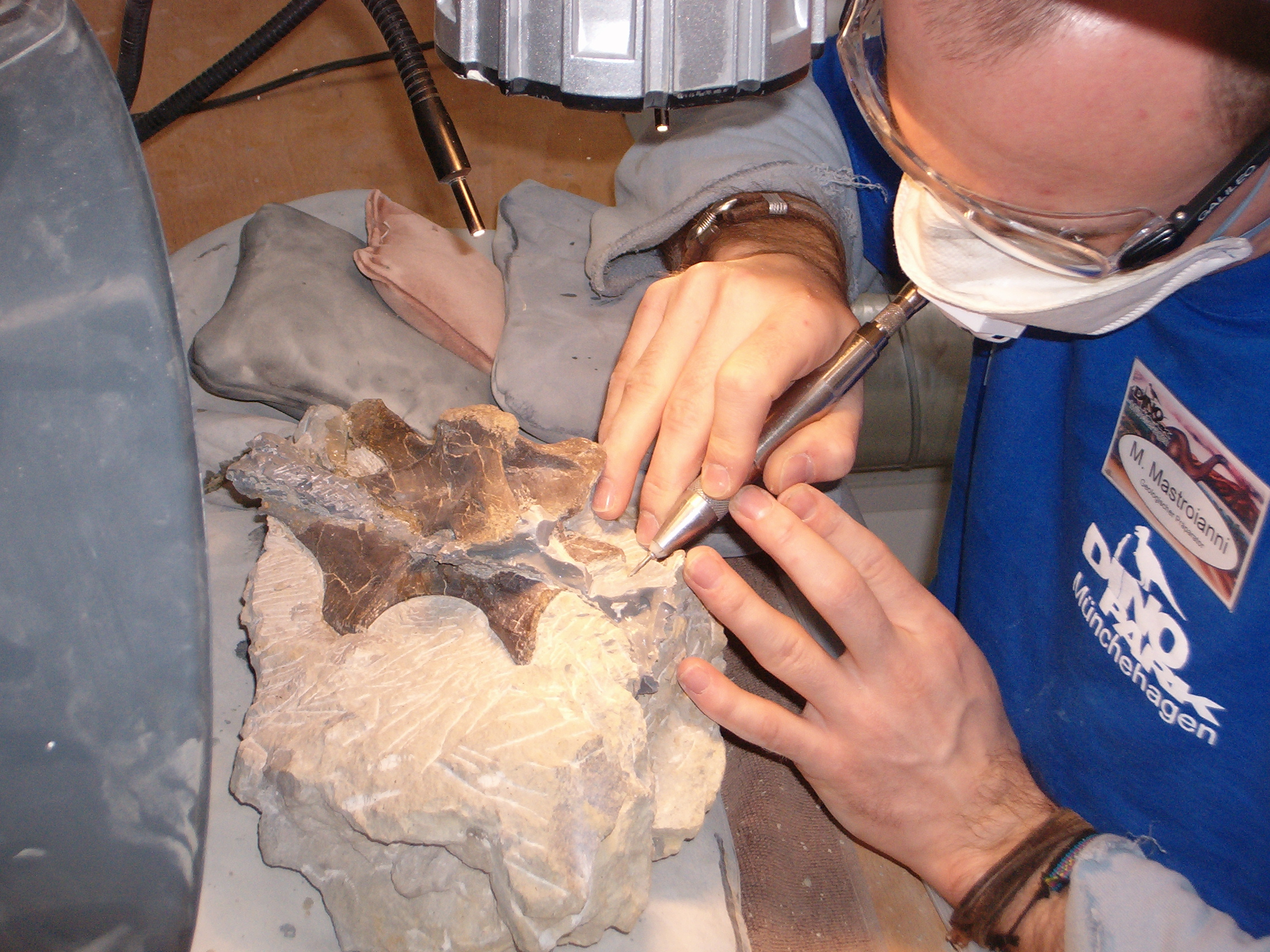
Preparazione delle ossa fossili

L'Europasaurus è stato ritrovato in depositi di carbonati marini ("letto 93"), da cui sono stati estratti ben 11 esemplari fossili fra giovani ed adulti, con lunghezze comprese fra 1,7 metri (5,5 piedi) e i 6,2 metri (20,3 piedi). Il nome del genere, Europasaurus, significa letteralmente "rettile dall'Europa " (Europa + greco sauros = lucertola, rettile), mentre il nome della specie, holgeri, è nominata in onore del paleontologo Holger Lüdtke, che per primo scoprì i fossili di questo animali.
L'olotipo di Europasaurus (DFMMh / FV 291; Dinosaurier-Freilichtmuseum Münchehagen / Verein zur Förderung der Niedersächsischen Paläontologie) consiste in porzioni di cranio disarticolate, insieme ad alcune vertebre cervicali e sacrali, derivate da un singolo esemplare. Questo esemplare e tutti gli altri riferiti al taxon sono stati raccolti nel "letto 93" presso la cava Langenberg, Oker vicino Goslar, Bassa Sassonia. La specie è stata nominata da Octávio Mateus, Thomas Laven e Nils Knötschke nel 2006.

## Descrizione

Dimensioni di E. holgeri

Europasaurus è un dinosauro sauropode di piccole dimensioni, lungo solo 5,7–6,2 metri per un peso di 750–800 chilogrammi, per gli esemplari adulti. Questa lunghezza massima è stata stimata sulla base di un femore parziale, ridimensionato alle dimensioni di un esemplare di Camarasaurus quasi completo. Sono noti anche individui più giovani, con dimensioni comprese tra i 3,7 metri ai 1,75 metri, per gli esemplari più giovani.
Oltre alle ridotte dimensioni, la descrizione originale di Europasaurus da parte di Sander et al. (2006) ha evidenziato molteplici caratteristiche morfologiche uniche per distinguerlo dai suoi parenti più stretti. Tuttavia, alcune di queste caratteristiche uniche, o autapomorfie, si sono rivelate fittizie: Sander pensava che il processo nasale della premascella curvasse anteriormente mentre si proiettava verso l'alto (ora noto per essere un artefatto della fossilizzazione), la presenza di una tacca sulla superficie superiore dei centri vertebrali cervicali, la presenza di un processo prominente sulla superficie posteriore della scapola e l'astragalo (un osso della caviglia) due volte più largo della sua altezza.
Rispetto a Camarasaurus, Europasaurus presenta una morfologia del postorbitale distinta: la flangia posteriore non è così corta, vi è un breve contatto tra le ossa nasali e frontali, la forma del parietale (rettangolare in Europasaurus) e le spine neurali delle sue vertebre davanti al bacino non sono divise. L'animale è stato anche confrontato con i resti africani di Brachiosaurus (ora descritti come Giraffatitan), rivelando che Europasaurus aveva un muso più corto, un contatto tra il quadratojugale e lo squamosale, e un omero con una superficie prossimale e distale appiattite e allineate. Europasaurus è stato paragonato anche al potenziale brachiosauride Lusotitan, che ha una diversa forma dell'ilio e astragalo, e a Cetiosaurus humerocristatus (ora nominato Duriatitan), che presenta una cresta deltopettorale meno prominente che si estende su una parte meno estesa dell'omero.

### Cranio

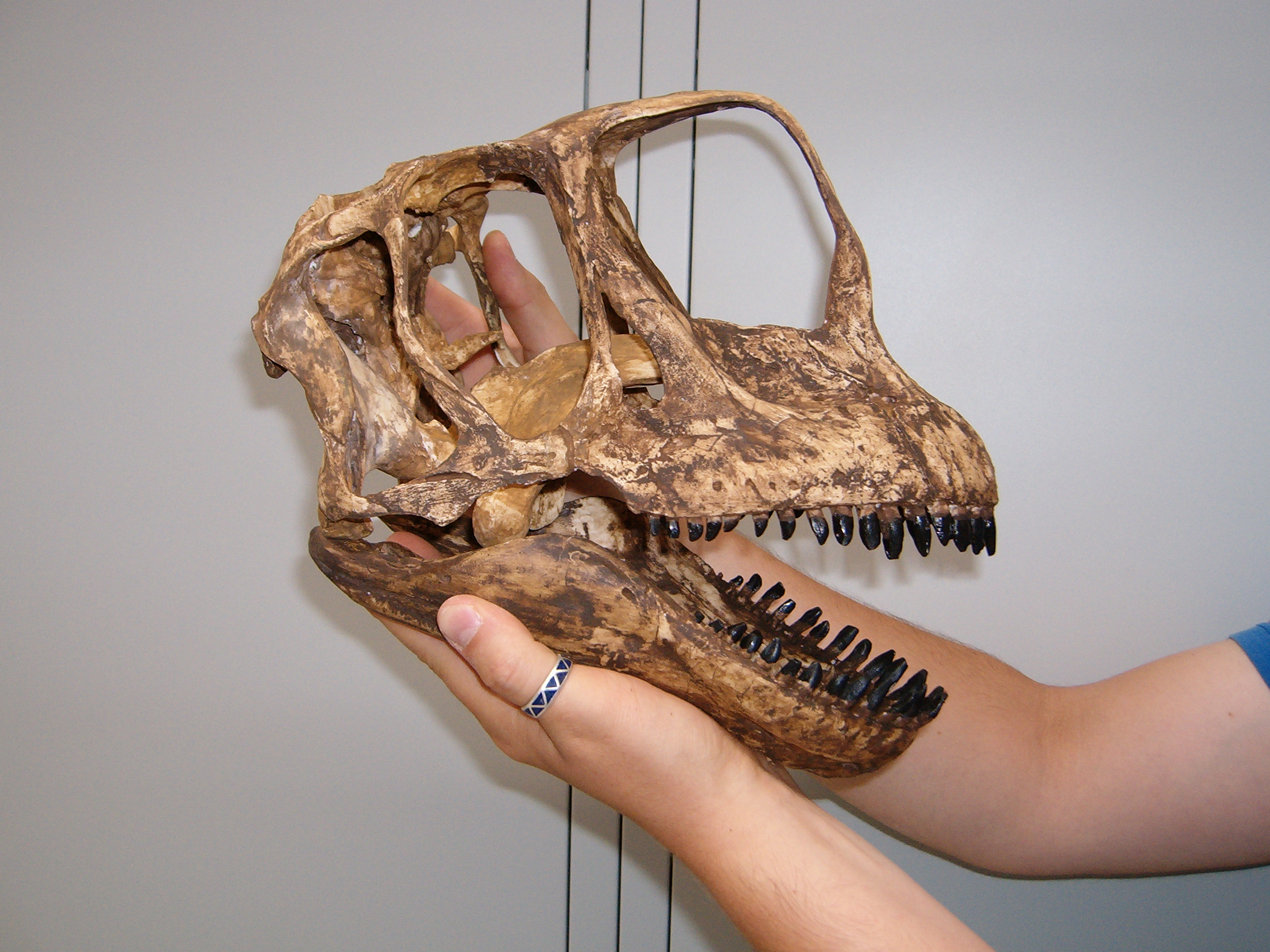
Cranio di E. holgeri

Quasi tutte le ossa craniche esterne sono preservate tra i vari esemplari di Europasaurus, eccetto i prefrontali, mentre alcune ossa aggiuntive sono rappresentate solo da fossili molto frammentati e poco informativi, come i lacrimali. Sono noti otto premascellari, che mostrano una forma del muso generalmente rettangolare, come quella ritrovata in Camarasaurus. La proiezione anteriore della premascella identificata da Sander et al. (2006) è stata nuovamente identificata come un artefatto della fossilizzazione nelle analisi di Marpmann et al. (2014), simile all'anatomia ritrovata in Camarasaurus ed Euhelopus in misura minore. La proiezione dorsale della premascella, quella che entra in contatto con l'osso nasale, inizia come una proiezione postero-dorsale, prima di diventare dritta verticalmente nel punto del forame subnariale, fino a raggiungere il nasale. Questo debole "gradino" è stato osservato in Camarasaurus ed Euhelopus, ed è più pronunciato in Abydosaurus, Giraffatitan e in un possibile cranio di Brachiosaurus. Questi ultimi taxa hanno anche un muso più lungo, con una maggiore distanza dal primo dente fino al processo nasale della premascella. Inoltre, Europasaurus condivide con i camarasauromorfi basali (brachiosauridi, Camarasaurus, Euhelopus e Malawisaurus) un'orbita di dimensioni simili e una finestra nasale, mentre l'apertura nasale è significativamente ridotta nei titanosauri derivati (Rapetosaurus, Tapuiasaurus e Nemegtosaurus).

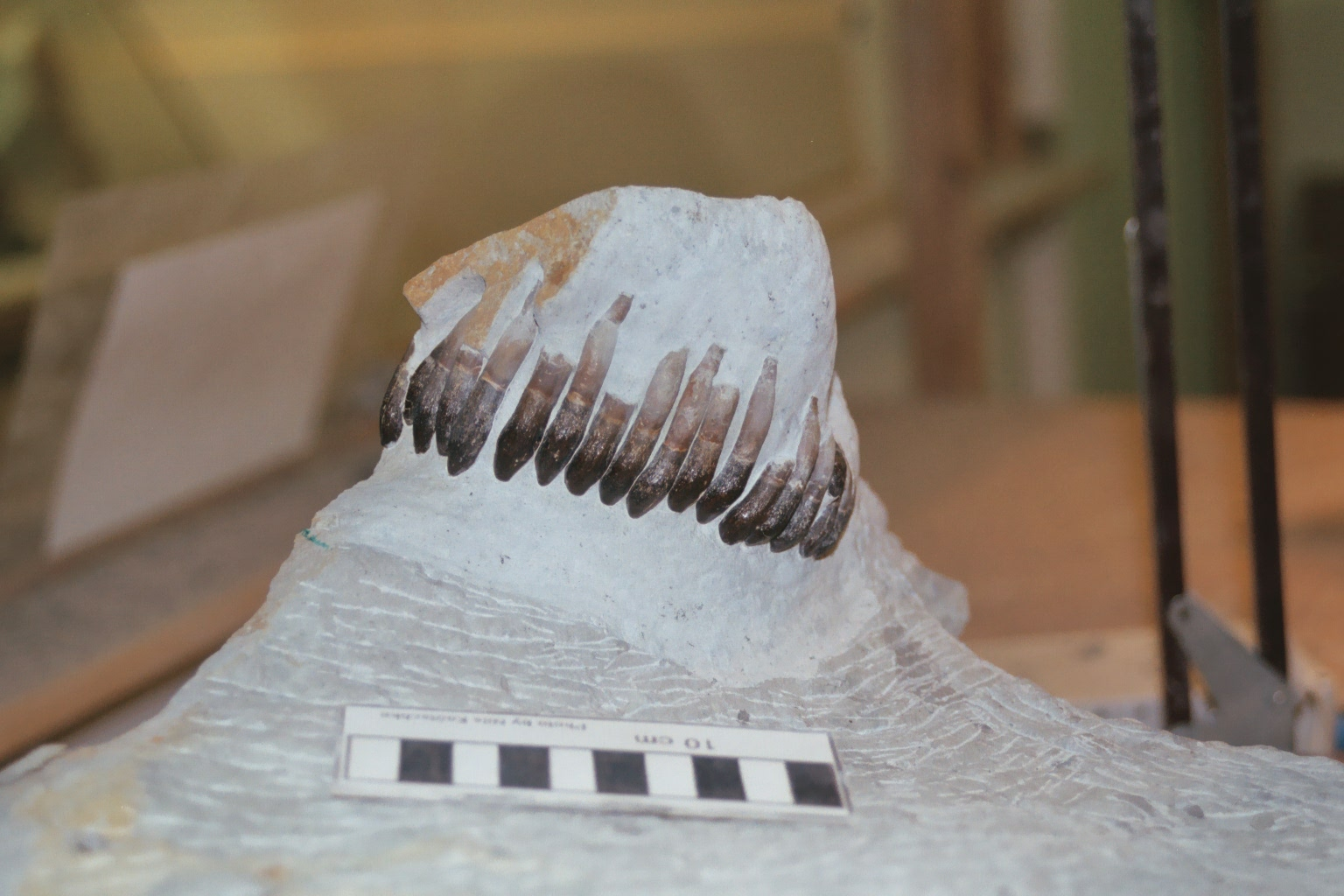
Denti della mascella

Una singola mascella è presente nel materiale ben conservato di Europasaurus, DFMMh/FV 291.17. Questa mascella ha un corpo allungato, con due processi allungati, un processo nasale e uno posteriore, ed un debole processo lacrimale, come nella maggior parte dei sauropodi eccetto Rapetosaurus. Il processo nasale è allungato e copre il bordo anteriore e ventrale della finestra antorbitale. Questo processo si estende di circa 120º dalla fila di denti orizzontale. La base del processo nasale forma anche il corpo del processo lacrimale e alla loro divergenza si trova la finestra antorbitale, simile nella forma a quelle di Camarasaurus, Euhelopus, Abydosaurus e Giraffatitan, ma circa 1/2 più alta proporzionalmente. La finestra pre-antorbitale, una piccola apertura davanti o sotto l'apertura antorbitale, è ben sviluppata in taxa come Diplodocus e Tapuiasaurus, ed è quasi assente in Europasaurus, come in Camarasaurus ed Euhelopus. La mascella di Europasaurus contiene circa 12-13 denti totali, meno che in taxa più basali (16 denti in Jobaria e 14-25 in Atlasaurus), ma rientranti nell'intervallo di variazione dei Brachiosauridae (da 15 in Brachiosaurus a 10 in Abydosaurus). Tutti i denti non usurati conservati mostrano fino a quattro piccoli dentelli sui loro bordi mesiali. Una piccola quantità delle corone dei denti posteriori è leggermente contorta (~15º), ma molto meno che nei brachiosauridi (30-45º).

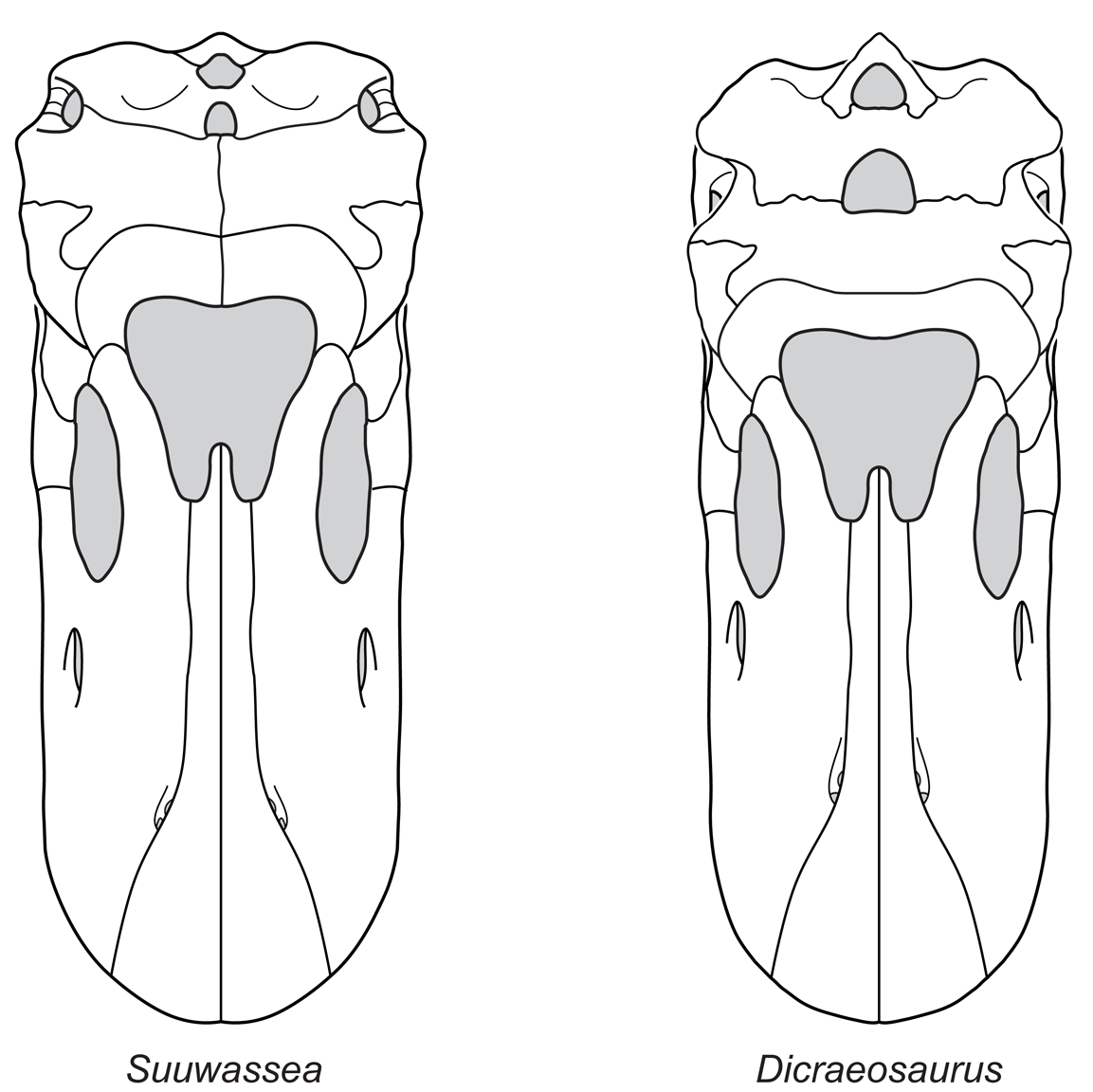
Crani di due dicraeosauridi in vista dorsale, che mostrano la posizione della finestra parietale e del foro postparietale

Si conoscono diverse ossa nasali di Europasaurus, ma poche sono complete o non distorte. Le ossa nasali sono sovrapposte posteriormente alle ossa frontali e, lateralmente, si articolano in modo smussato con i prefrontali. A differenza delle ossa nasali di Giraffatitan, quelle di Europasaurus si proiettano orizzontalmente in avanti, formando una piccola porzione del tetto cranico sopra le finestre antorbitali. Sono noti quattro frontali di Europasaurus, tre di sinistra e uno di destra. A causa della loro disarticolazione, è probabile che i frontali non si siano mai fusi durante la crescita, a differenza di Camarasaurus. I frontali formano una porzione del tetto cranico, articolandosi con altre ossa come le ossa nasali, parietali, prefrontali e postorbitali, e sono più lunghi antero-posteriormente che in larghezza, un carattere unico tra gli Eusauropoda. Come nei diplodocoidi (Amargasaurus, Dicraeosaurus e Diplodocus), così come in Camarasaurus, i frontali sono esclusi dalla finestra frontoparietale (o finestra parietale quando i frontali sono esclusi). I frontali sono anche esclusi dal margine della finestra sopratemporale (un carattere diffuso nei sauropodi più derivati di Shunosaurus), e presentano solo una piccola partecipazione non ornata nell'orbita. Sono note diverse ossa parietali in Europasaurus, che mostrano una forma rettangolare molto più larga che lunga. I parietali sono anche larghi se visti dalla parte posteriore del cranio, essendo leggermente più alti del foro occipitale (apertura del midollo spinale). I parietali contribuiscono a circa metà del bordo della finestra post-temporale (apertura sopra la parte posteriore del cranio), con l'altra regione racchiusa dalle ossa squamose e da alcune ossa della scatola cranica. I parietali formano anche parte del bordo della finestra sopratemporale, che è più larga che lunga in Europasaurus, come in Giraffatitan, Camarasaurus e Spinophorosaurus. Oltre alla finestra menzionata in precedenza, i parietali hanno anche una "finestra postparietale", qualcosa che si vede raramente al di fuori dei Dicraeosauridae. Un osso postorbitale triradiato è presente in Europasaurus, che si è evoluto come fusione dell'osso postfrontale e postosbitale di taxa più basali. Tra i processi anteriori e quelli che si proiettano ventralmente, il postorbitale forma il margine dell'orbita e tra i processi posteriori e ventrali confina con la finestra infratemporale.

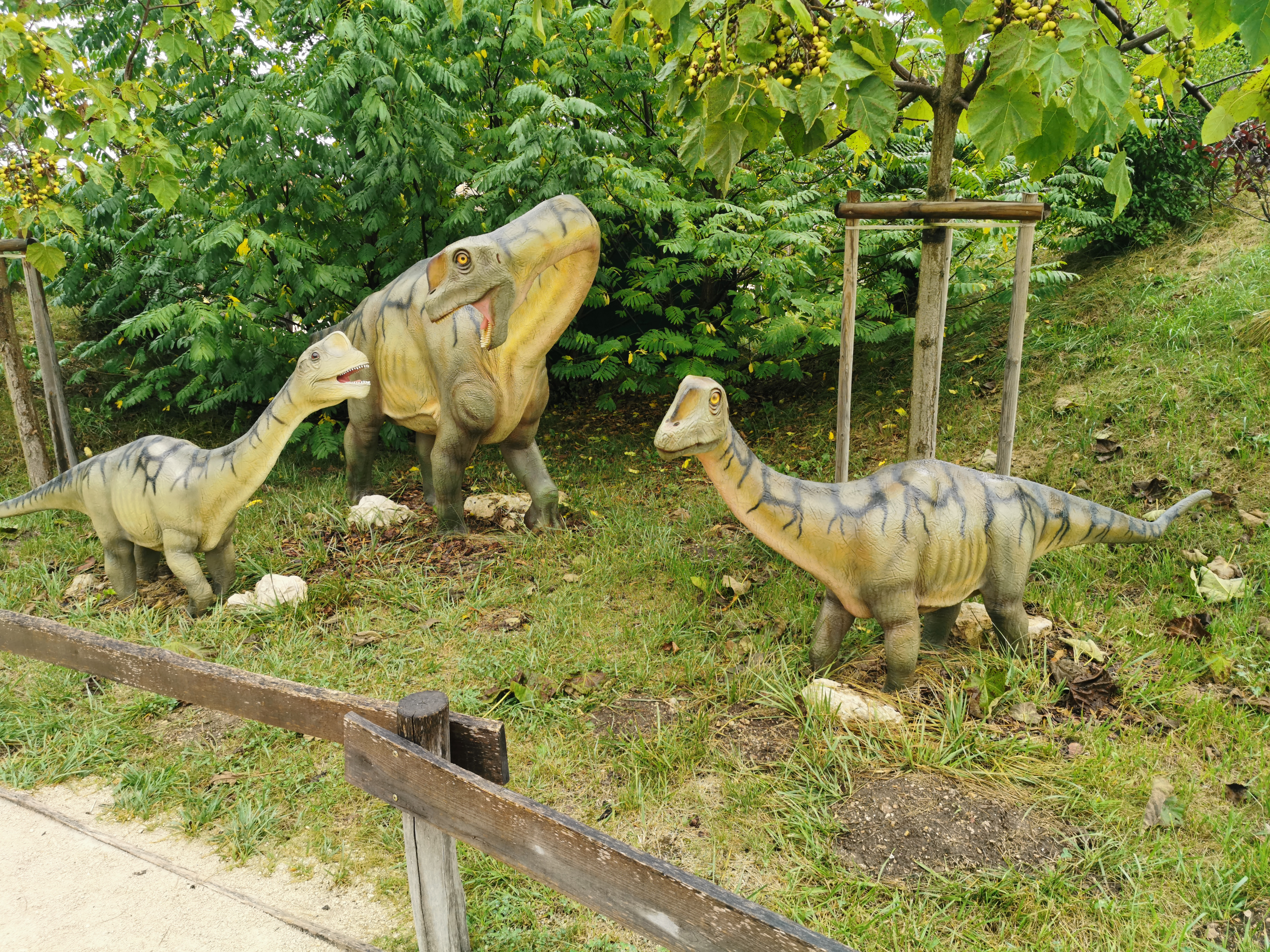
Ricostruzione museale di Europasaurus

I giugali sono ben noti in Europasaurus, più simili nella morfologia ai sauropodomorfi basali rispetto a quelli di altri macronari. Il giugale forma parte del bordo dell'orbita, della finestra infratemporale e del bordo inferiore del cranio, ma non raggiunge la finestra antorbitale. Il processo posteriore del giugale è molto fragile e stretto, e mostra una cicatrice ossea dall'articolazione con il quadratogiugale. Ci sono due prominenze che sporgono dalla parte posteriore del corpo del giugale, che divergono a 75º e formano i bordi inferiore e anteriore della finestra infratemporale. Come in Riojasaurus e Massospondylus, due sauropodomorfi non-sauropodi, il giugale forma gran parte del bordo dell'orbita, dalla parte posteriore all'angolo inferiore anteriore. Questa caratteristica è stata osservata in embrioni di titanosauri, ma in nessun individuo adulto. L'osso quadratogiugale è un elemento allungato che ha due braccia sporgenti, una anteriore e una dorsale. Come in altri sauropodi, il processo anteriore è più lungo di quello dorsale, ma in Europasaurus le braccia hanno lunghezze più simili. Il processo orizzontale è parallelo alla fila di denti di Europasaurus, simile a Camarasaurus ma diverso da Giraffatitan e Abydosaurus. C'è una prominente flangia ventrale sul braccio anteriore dell'osso, che è una possibile sinapomorfia di Brachiosauridae, sebbene sia stata osservata anche in alcuni individui di Camarasaurus. I due processi quadratojugali divergono ad un angolo quasi retto (90º), sebbene il processo dorsale si curvi mentre segue la forma del quadrato. Gli squamosi trovati in Europasaurus mostrano la stessa forma approssimativa in vista laterale di Camarasaurus, quella di un punto interrogativo. Gli squamosi si articolano con molte ossa del cranio, comprese quelle del tetto cranico, quelle del cranio ventrale e quelle della scatola cranica. Come i postorbitali, gli squamosi sono triradiati, con un processo ventrale, anteriore e mediale.
Ci sono tredici elementi conservati del palato di Europasaurus, tra cui il quadrato, lo pterigoideo e l'ectopterigoideo. I quadrati si articolano con il palato e le ossa della scatola cranica, così come con le ossa esterne del cranio. Sono simili nella forma a quelli di Giraffatitan e Camarasaurus e presentano superfici articolari ben sviluppate. Un singolo corpo è presente per la maggior parte della lunghezza dei quadrati, con un'ala pterigoidea lungo il lato mediale. I pterigoidi sono le più grandi ossa del palato dei sauropodi e hanno una forma triradiata, come i postorbitali. Una proiezione anteriore contatta il pterigoideo opposto, mentre un'ala laterale contatta l'ectopterigoideo e un'ala posteriore supporta il quadrato e il basipterigoideo (un osso che fornisce la connessione tra il palato e la scatola cranica). L'ectopterigoideo è un piccolo osso del palato, che articola le ossa centrali del palato (pterigoideo e palatino) con la mascella. Gli ectopterigoidi sono a forma di L, con un processo anteriore che si attacca alla mascella e un processo dorsale che incontra lo pterigoideo.

### Vertebre

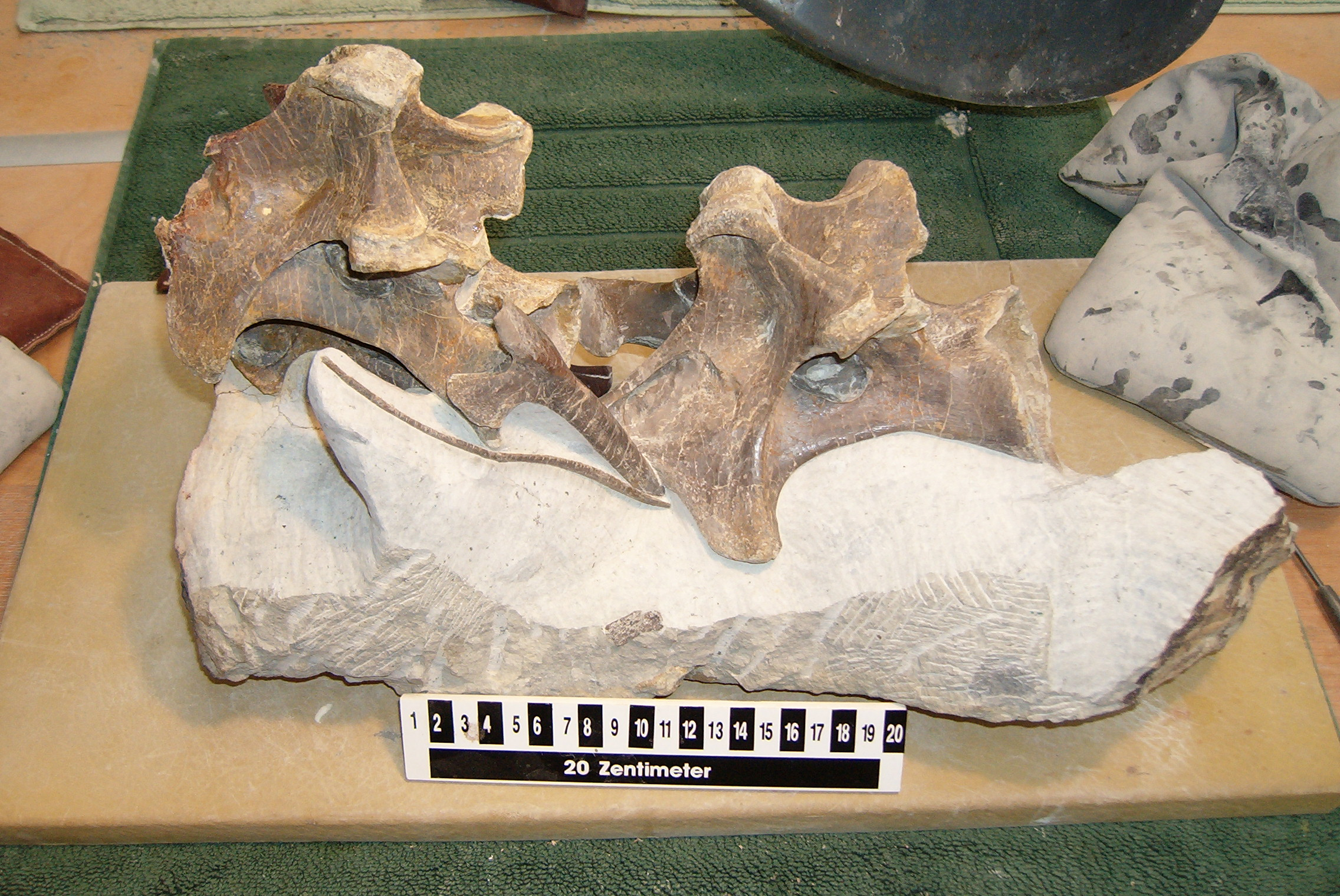
Vertebre cervicali articolate dell'esemplare DFMMh/FV 838

Le vertebre cervicali di Europasaurus sono le meglio conservate e più rappresentate della colonna vertebrale. Tuttavia, non si conosce l'intero collo, quindi il numero esatto di vertebre cervicali potrebbe essere compreso tra quelle presti in Camarasaurus (12 vertebre) e Rapetosaurus (17 vertebre). Inoltre, le molteplici vertebre cervicali provengono da individui di età diverse e si sa che la lunghezza del centrum e la struttura interna cambiano durante lo sviluppo. I centri cervicali adulti sono allungati e opistoceli (l'estremità anteriore è a forma di palla), con una tacca nella parte superiore dell'estremità posteriore del centrum. Questa caratteristica è stata descritta come caratteristica di Europasaurus ma è nota anche in Euhelopus e Giraffatitan. Sul lato dei centri di Europasaurus c'è uno scavo che si apre nella pneumaticità interna delle vertebre. A differenza di Giraffatitan e dei brachiosauridi, Europasaurus non ha sottili creste (lamine) che dividono questa apertura. Europasaurus condivide le caratteristiche delle lamine sulle vertebre superiori con i macronari basali e i brachiosauridi. A differenza delle vertebre cervicali anteriori e medie, le vertebre cervicali posteriori sono meno allungate e proporzionalmente più alte, come in altri macronari, con cambiamenti significativi nelle posizioni delle superfici articolari.

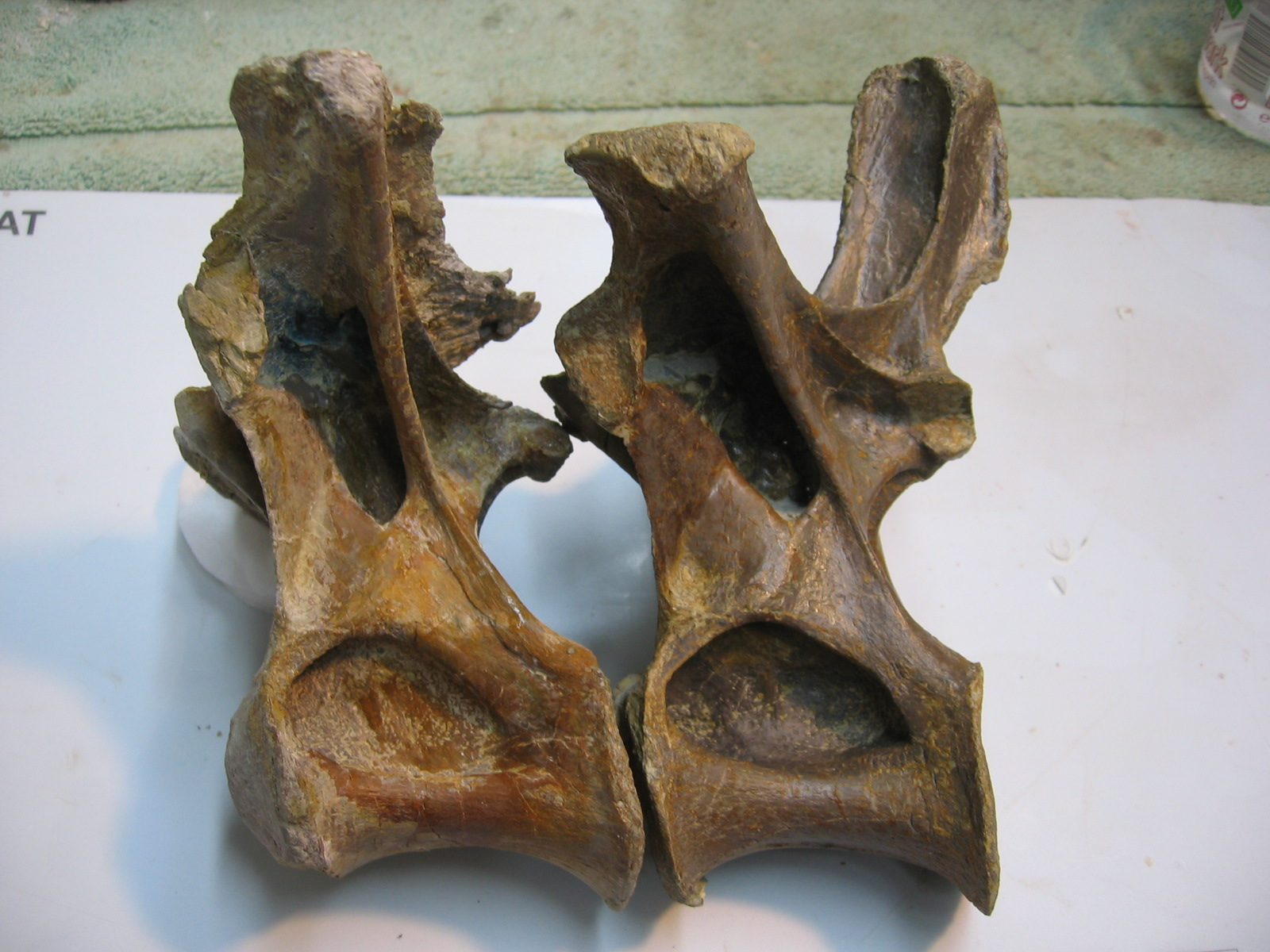
Due vertebre dorsali

Le vertebre dorsali anteriori sono fortemente opistocele, come le cervicali, e possono essere inserite nella serie in base all'assenza dell'ipantro e al posizionamento basso della parapofisi. Le strutture interne sono aperte e camerate come in Camarasaurus, Giraffatitan e Galvesaurus, ma a differenza di questi taxa questa pneumaticità non si estende nelle vertebre dorsali mediane e posteriori. La disposizione e la presenza di lamine anteriori in Europasaurus è simile ad altri macronari basali, ma a differenza dei taxa più basali (ad esempio Mamenchisaurus e Haplocanthosaurus) e taxa più derivati (ad esempio Giraffatitan). Le dorsali medie possiedono una cavità pneumatica che si estende verso l'alto nell'arco neurale, come in Barapasaurus, Cetiosaurus, Tehuelchesaurus e Camarasaurus. Il bordo ventrale di questa apertura è romboidale e ben definito. Nelle vertebre posteriori, la cavità pneumatica laterale si è spostata più in alto sul centro, un cambiamento osservato in altri macronari basali. Questi pleurocoelli sono larghi anteriormente e stretti fino a diventare acutamente angolati posteriormente. Le spine neurali di Europasaurus sono verticali, una caratteristica basale non osservata in Brachiosaurus o nei sauropodi più derivati.
Una serie di tutte le vertebre sacrali complete è nota solo da un singolo esemplare, DFMMh/FV 100, andato distrutto in un incendio nel 2003. Tutte e cinque le vertebre, il numero caratteristico dei neosauropodi più basali, sono incorporate nel sacro. Il terzo e il quarto sacrale rappresentano i sacrali primordiali, presenti in tutti i gruppi di dinosauri. Il secondo, S2, è il sacrale sauropodomorfo ancestrale che è stato aggiunto nei sauropodomorfi basali, che condividono tutti tre sacrali ad eccezione di Plateosaurus. Il quinto sacrale, fuso dietro la coppia primordiale, è un caudosacrale, migrato dalla coda al bacino nei taxa attorno a Leonerasaurus. Il primo sacrale, articolato con l'ileo ma non fuso con le altre vertebre, rappresenta il dorsosacrale, portando il conteggio a cinque vertebre trovate in tutti i neosauropodi. Il livello di fusione del dorsosacrale conferma la storia evolutiva del conteggio sacrale dei sauropodi: la coppia primordiale incorpora prima una dorsale (totale di tre), poi una caudale (totale di quattro), poi un'altra dorsale per formare un totale di cinque vertebre.

### Pelle
Tra i macronari, le impronte cutanee fossilizzate sono note solo in Haestasaurus, Tehuelchesaurus e Saltasaurus. Sia Tehuelchesaurus che Haestasaurus potrebbero essere strettamente imparentati con Europasaurus, e le caratteristiche di tutte le impronte cutanee dei sauropodi sono simili. Haestasaurus, il primo dinosauro noto per impronte cutanee, presenta tracce di tegumento su una porzione del braccio attorno all'articolazione del gomito. Le impronte dermiche sono più diffuse nel materiale di Tehuelchesaurus, dove sono note dalle aree dell'arto anteriore, della scapola e del torso. Non ci sono placche ossee o noduli, a indicare un'armatura, ma ci sono diversi tipi di squame. I tipi di pelle di Tehuelchesaurus sono complessivamente più simili a quelli ritrovati nei diplodocidi e in Haestasaurus che negli embrioni di titanosauri di Auca Mahuevo. Poiché la forma e l'articolazione dei tubercoli conservati in questi macronari basali sono simili in altri taxa in cui sono conservate impronte di pelle, compresi gli esemplari di Brontosaurus excelsus e diplodocoidi intermedi, tali strutture dermiche sono probabilmente diffuse in tutti i Neosauropoda.

## Classificazione
Quando venne nominato per la prima volta, Europasaurus venne classificato all'interno del clade Macronaria, più specificatamente all'interno della famiglia Brachiosauridae, o nel clade Titanosauromorpha. Ciò indicava che il nanismo dell'animale era una caratteristica derivata, invece di essere una caratteristica tipica di un gruppo. Sono state analizzate tre matrici con l'inclusione di Europasaurus, quella di Wilson (2002) e Upchurch (1998) e Upchurch et al. (2004). Tutte queste analisi hanno prodotto una filogenetica simile, dove Europasaurus viene recuperato come più derivato di Camarasaurus ma al di fuori di un clade di Brachiosauridae e Titanosauromorpha (ora denominato Titanosauriformes). I risultati dell'analisi favorita di Sander et al. (2006) sono mostrati di seguito:
|  | Brachiosaurus |
|  |               |
|  | Cedarosaurus  |
|  |               |

|  | Phuwiangosaurus                                               |
|  |                                                               |
|  | \| \| Pleurocoelus \| \| \| \| \| \| Titanosauria \| \| \| \| |
|  |                                                               |
|  | Pleurocoelus                                                  |
|  |                                                               |
|  | Titanosauria                                                  |
|  |                                                               |

|  | Pleurocoelus |
|  |              |
|  | Titanosauria |
|  |              |

|  | Phuwiangosaurus                                               |
|  |                                                               |
|  | \| \| Pleurocoelus \| \| \| \| \| \| Titanosauria \| \| \| \| |
|  |                                                               |
|  | Pleurocoelus                                                  |
|  |                                                               |
|  | Titanosauria                                                  |
|  |                                                               |

|  | Pleurocoelus |
|  |              |
|  | Titanosauria |
|  |              |

|  | Brachiosaurus |
|  |               |
|  | Cedarosaurus  |
|  |               |

|  | Phuwiangosaurus                                               |
|  |                                                               |
|  | \| \| Pleurocoelus \| \| \| \| \| \| Titanosauria \| \| \| \| |
|  |                                                               |
|  | Pleurocoelus                                                  |
|  |                                                               |
|  | Titanosauria                                                  |
|  |                                                               |

|  | Pleurocoelus |
|  |              |
|  | Titanosauria |
|  |              |

|  | Phuwiangosaurus                                               |
|  |                                                               |
|  | \| \| Pleurocoelus \| \| \| \| \| \| Titanosauria \| \| \| \| |
|  |                                                               |
|  | Pleurocoelus                                                  |
|  |                                                               |
|  | Titanosauria                                                  |
|  |                                                               |

|  | Pleurocoelus |
|  |              |
|  | Titanosauria |
|  |              |

|  | Brachiosaurus |
|  |               |
|  | Cedarosaurus  |
|  |               |

|  | Phuwiangosaurus                                               |
|  |                                                               |
|  | \| \| Pleurocoelus \| \| \| \| \| \| Titanosauria \| \| \| \| |
|  |                                                               |
|  | Pleurocoelus                                                  |
|  |                                                               |
|  | Titanosauria                                                  |
|  |                                                               |

|  | Pleurocoelus |
|  |              |
|  | Titanosauria |
|  |              |

|  | Phuwiangosaurus                                               |
|  |                                                               |
|  | \| \| Pleurocoelus \| \| \| \| \| \| Titanosauria \| \| \| \| |
|  |                                                               |
|  | Pleurocoelus                                                  |
|  |                                                               |
|  | Titanosauria                                                  |
|  |                                                               |

|  | Pleurocoelus |
|  |              |
|  | Titanosauria |
|  |              |

|  | Brachiosaurus |
|  |               |
|  | Cedarosaurus  |
|  |               |

|  | Phuwiangosaurus                                               |
|  |                                                               |
|  | \| \| Pleurocoelus \| \| \| \| \| \| Titanosauria \| \| \| \| |
|  |                                                               |
|  | Pleurocoelus                                                  |
|  |                                                               |
|  | Titanosauria                                                  |
|  |                                                               |

|  | Pleurocoelus |
|  |              |
|  | Titanosauria |
|  |              |

|  | Phuwiangosaurus                                               |
|  |                                                               |
|  | \| \| Pleurocoelus \| \| \| \| \| \| Titanosauria \| \| \| \| |
|  |                                                               |
|  | Pleurocoelus                                                  |
|  |                                                               |
|  | Titanosauria                                                  |
|  |                                                               |

|  | Pleurocoelus |
|  |              |
|  | Titanosauria |
|  |              |

|  | Brachiosaurus |
|  |               |
|  | Cedarosaurus  |
|  |               |

|  | Phuwiangosaurus                                               |
|  |                                                               |
|  | \| \| Pleurocoelus \| \| \| \| \| \| Titanosauria \| \| \| \| |
|  |                                                               |
|  | Pleurocoelus                                                  |
|  |                                                               |
|  | Titanosauria                                                  |
|  |                                                               |

|  | Pleurocoelus |
|  |              |
|  | Titanosauria |
|  |              |

|  | Phuwiangosaurus                                               |
|  |                                                               |
|  | \| \| Pleurocoelus \| \| \| \| \| \| Titanosauria \| \| \| \| |
|  |                                                               |
|  | Pleurocoelus                                                  |
|  |                                                               |
|  | Titanosauria                                                  |
|  |                                                               |

|  | Pleurocoelus |
|  |              |
|  | Titanosauria |
|  |              |

|  | Brachiosaurus |
|  |               |
|  | Cedarosaurus  |
|  |               |

|  | Phuwiangosaurus                                               |
|  |                                                               |
|  | \| \| Pleurocoelus \| \| \| \| \| \| Titanosauria \| \| \| \| |
|  |                                                               |
|  | Pleurocoelus                                                  |
|  |                                                               |
|  | Titanosauria                                                  |
|  |                                                               |

|  | Pleurocoelus |
|  |              |
|  | Titanosauria |
|  |              |

|  | Phuwiangosaurus                                               |
|  |                                                               |
|  | \| \| Pleurocoelus \| \| \| \| \| \| Titanosauria \| \| \| \| |
|  |                                                               |
|  | Pleurocoelus                                                  |
|  |                                                               |
|  | Titanosauria                                                  |
|  |                                                               |

|  | Pleurocoelus |
|  |              |
|  | Titanosauria |
|  |              |

|  | Brachiosaurus |
|  |               |
|  | Cedarosaurus  |
|  |               |

|  | Phuwiangosaurus                                               |
|  |                                                               |
|  | \| \| Pleurocoelus \| \| \| \| \| \| Titanosauria \| \| \| \| |
|  |                                                               |
|  | Pleurocoelus                                                  |
|  |                                                               |
|  | Titanosauria                                                  |
|  |                                                               |

|  | Pleurocoelus |
|  |              |
|  | Titanosauria |
|  |              |

|  | Phuwiangosaurus                                               |
|  |                                                               |
|  | \| \| Pleurocoelus \| \| \| \| \| \| Titanosauria \| \| \| \| |
|  |                                                               |
|  | Pleurocoelus                                                  |
|  |                                                               |
|  | Titanosauria                                                  |
|  |                                                               |

|  | Pleurocoelus |
|  |              |
|  | Titanosauria |
|  |              |

|  | Brachiosaurus |
|  |               |
|  | Cedarosaurus  |
|  |               |

|  | Phuwiangosaurus                                               |
|  |                                                               |
|  | \| \| Pleurocoelus \| \| \| \| \| \| Titanosauria \| \| \| \| |
|  |                                                               |
|  | Pleurocoelus                                                  |
|  |                                                               |
|  | Titanosauria                                                  |
|  |                                                               |

|  | Pleurocoelus |
|  |              |
|  | Titanosauria |
|  |              |

|  | Phuwiangosaurus                                               |
|  |                                                               |
|  | \| \| Pleurocoelus \| \| \| \| \| \| Titanosauria \| \| \| \| |
|  |                                                               |
|  | Pleurocoelus                                                  |
|  |                                                               |
|  | Titanosauria                                                  |
|  |                                                               |

|  | Pleurocoelus |
|  |              |
|  | Titanosauria |
|  |              |

|  | Brachiosaurus |
|  |               |
|  | Cedarosaurus  |
|  |               |

|  | Phuwiangosaurus                                               |
|  |                                                               |
|  | \| \| Pleurocoelus \| \| \| \| \| \| Titanosauria \| \| \| \| |
|  |                                                               |
|  | Pleurocoelus                                                  |
|  |                                                               |
|  | Titanosauria                                                  |
|  |                                                               |

|  | Pleurocoelus |
|  |              |
|  | Titanosauria |
|  |              |

|  | Phuwiangosaurus                                               |
|  |                                                               |
|  | \| \| Pleurocoelus \| \| \| \| \| \| Titanosauria \| \| \| \| |
|  |                                                               |
|  | Pleurocoelus                                                  |
|  |                                                               |
|  | Titanosauria                                                  |
|  |                                                               |

|  | Pleurocoelus |
|  |              |
|  | Titanosauria |
|  |              |

|  | Brachiosaurus |
|  |               |
|  | Cedarosaurus  |
|  |               |

|  | Phuwiangosaurus                                               |
|  |                                                               |
|  | \| \| Pleurocoelus \| \| \| \| \| \| Titanosauria \| \| \| \| |
|  |                                                               |
|  | Pleurocoelus                                                  |
|  |                                                               |
|  | Titanosauria                                                  |
|  |                                                               |

|  | Pleurocoelus |
|  |              |
|  | Titanosauria |
|  |              |

|  | Phuwiangosaurus                                               |
|  |                                                               |
|  | \| \| Pleurocoelus \| \| \| \| \| \| Titanosauria \| \| \| \| |
|  |                                                               |
|  | Pleurocoelus                                                  |
|  |                                                               |
|  | Titanosauria                                                  |
|  |                                                               |

|  | Pleurocoelus |
|  |              |
|  | Titanosauria |
|  |              |

|  | Brachiosaurus |
|  |               |
|  | Cedarosaurus  |
|  |               |

|  | Phuwiangosaurus                                               |
|  |                                                               |
|  | \| \| Pleurocoelus \| \| \| \| \| \| Titanosauria \| \| \| \| |
|  |                                                               |
|  | Pleurocoelus                                                  |
|  |                                                               |
|  | Titanosauria                                                  |
|  |                                                               |

|  | Pleurocoelus |
|  |              |
|  | Titanosauria |
|  |              |

|  | Phuwiangosaurus                                               |
|  |                                                               |
|  | \| \| Pleurocoelus \| \| \| \| \| \| Titanosauria \| \| \| \| |
|  |                                                               |
|  | Pleurocoelus                                                  |
|  |                                                               |
|  | Titanosauria                                                  |
|  |                                                               |

|  | Pleurocoelus |
|  |              |
|  | Titanosauria |
|  |              |

|  | Brachiosaurus |
|  |               |
|  | Cedarosaurus  |
|  |               |

|  | Phuwiangosaurus                                               |
|  |                                                               |
|  | \| \| Pleurocoelus \| \| \| \| \| \| Titanosauria \| \| \| \| |
|  |                                                               |
|  | Pleurocoelus                                                  |
|  |                                                               |
|  | Titanosauria                                                  |
|  |                                                               |

|  | Pleurocoelus |
|  |              |
|  | Titanosauria |
|  |              |

|  | Phuwiangosaurus                                               |
|  |                                                               |
|  | \| \| Pleurocoelus \| \| \| \| \| \| Titanosauria \| \| \| \| |
|  |                                                               |
|  | Pleurocoelus                                                  |
|  |                                                               |
|  | Titanosauria                                                  |
|  |                                                               |

|  | Pleurocoelus |
|  |              |
|  | Titanosauria |
|  |              |

|  | Brachiosaurus |
|  |               |
|  | Cedarosaurus  |
|  |               |

|  | Phuwiangosaurus                                               |
|  |                                                               |
|  | \| \| Pleurocoelus \| \| \| \| \| \| Titanosauria \| \| \| \| |
|  |                                                               |
|  | Pleurocoelus                                                  |
|  |                                                               |
|  | Titanosauria                                                  |
|  |                                                               |

|  | Pleurocoelus |
|  |              |
|  | Titanosauria |
|  |              |

|  | Phuwiangosaurus                                               |
|  |                                                               |
|  | \| \| Pleurocoelus \| \| \| \| \| \| Titanosauria \| \| \| \| |
|  |                                                               |
|  | Pleurocoelus                                                  |
|  |                                                               |
|  | Titanosauria                                                  |
|  |                                                               |

|  | Pleurocoelus |
|  |              |
|  | Titanosauria |
|  |              |

|  | Brachiosaurus |
|  |               |
|  | Cedarosaurus  |
|  |               |

|  | Phuwiangosaurus                                               |
|  |                                                               |
|  | \| \| Pleurocoelus \| \| \| \| \| \| Titanosauria \| \| \| \| |
|  |                                                               |
|  | Pleurocoelus                                                  |
|  |                                                               |
|  | Titanosauria                                                  |
|  |                                                               |

|  | Pleurocoelus |
|  |              |
|  | Titanosauria |
|  |              |

|  | Phuwiangosaurus                                               |
|  |                                                               |
|  | \| \| Pleurocoelus \| \| \| \| \| \| Titanosauria \| \| \| \| |
|  |                                                               |
|  | Pleurocoelus                                                  |
|  |                                                               |
|  | Titanosauria                                                  |
|  |                                                               |

|  | Pleurocoelus |
|  |              |
|  | Titanosauria |
|  |              |

|  | Brachiosaurus |
|  |               |
|  | Cedarosaurus  |
|  |               |

|  | Phuwiangosaurus                                               |
|  |                                                               |
|  | \| \| Pleurocoelus \| \| \| \| \| \| Titanosauria \| \| \| \| |
|  |                                                               |
|  | Pleurocoelus                                                  |
|  |                                                               |
|  | Titanosauria                                                  |
|  |                                                               |

|  | Pleurocoelus |
|  |              |
|  | Titanosauria |
|  |              |

|  | Phuwiangosaurus                                               |
|  |                                                               |
|  | \| \| Pleurocoelus \| \| \| \| \| \| Titanosauria \| \| \| \| |
|  |                                                               |
|  | Pleurocoelus                                                  |
|  |                                                               |
|  | Titanosauria                                                  |
|  |                                                               |

|  | Pleurocoelus |
|  |              |
|  | Titanosauria |
|  |              |

|  | Brachiosaurus |
|  |               |
|  | Cedarosaurus  |
|  |               |

|  | Phuwiangosaurus                                               |
|  |                                                               |
|  | \| \| Pleurocoelus \| \| \| \| \| \| Titanosauria \| \| \| \| |
|  |                                                               |
|  | Pleurocoelus                                                  |
|  |                                                               |
|  | Titanosauria                                                  |
|  |                                                               |

|  | Pleurocoelus |
|  |              |
|  | Titanosauria |
|  |              |

|  | Phuwiangosaurus                                               |
|  |                                                               |
|  | \| \| Pleurocoelus \| \| \| \| \| \| Titanosauria \| \| \| \| |
|  |                                                               |
|  | Pleurocoelus                                                  |
|  |                                                               |
|  | Titanosauria                                                  |
|  |                                                               |

|  | Pleurocoelus |
|  |              |
|  | Titanosauria |
|  |              |

|  | Brachiosaurus |
|  |               |
|  | Cedarosaurus  |
|  |               |

|  | Phuwiangosaurus                                               |
|  |                                                               |
|  | \| \| Pleurocoelus \| \| \| \| \| \| Titanosauria \| \| \| \| |
|  |                                                               |
|  | Pleurocoelus                                                  |
|  |                                                               |
|  | Titanosauria                                                  |
|  |                                                               |

|  | Pleurocoelus |
|  |              |
|  | Titanosauria |
|  |              |

|  | Phuwiangosaurus                                               |
|  |                                                               |
|  | \| \| Pleurocoelus \| \| \| \| \| \| Titanosauria \| \| \| \| |
|  |                                                               |
|  | Pleurocoelus                                                  |
|  |                                                               |
|  | Titanosauria                                                  |
|  |                                                               |

|  | Pleurocoelus |
|  |              |
|  | Titanosauria |
|  |              |

|  | Brachiosaurus |
|  |               |
|  | Cedarosaurus  |
|  |               |

|  | Phuwiangosaurus                                               |
|  |                                                               |
|  | \| \| Pleurocoelus \| \| \| \| \| \| Titanosauria \| \| \| \| |
|  |                                                               |
|  | Pleurocoelus                                                  |
|  |                                                               |
|  | Titanosauria                                                  |
|  |                                                               |

|  | Pleurocoelus |
|  |              |
|  | Titanosauria |
|  |              |

|  | Phuwiangosaurus                                               |
|  |                                                               |
|  | \| \| Pleurocoelus \| \| \| \| \| \| Titanosauria \| \| \| \| |
|  |                                                               |
|  | Pleurocoelus                                                  |
|  |                                                               |
|  | Titanosauria                                                  |
|  |                                                               |

|  | Pleurocoelus |
|  |              |
|  | Titanosauria |
|  |              |

|  | Brachiosaurus |
|  |               |
|  | Cedarosaurus  |
|  |               |

|  | Phuwiangosaurus                                               |
|  |                                                               |
|  | \| \| Pleurocoelus \| \| \| \| \| \| Titanosauria \| \| \| \| |
|  |                                                               |
|  | Pleurocoelus                                                  |
|  |                                                               |
|  | Titanosauria                                                  |
|  |                                                               |

|  | Pleurocoelus |
|  |              |
|  | Titanosauria |
|  |              |

|  | Phuwiangosaurus                                               |
|  |                                                               |
|  | \| \| Pleurocoelus \| \| \| \| \| \| Titanosauria \| \| \| \| |
|  |                                                               |
|  | Pleurocoelus                                                  |
|  |                                                               |
|  | Titanosauria                                                  |
|  |                                                               |

|  | Pleurocoelus |
|  |              |
|  | Titanosauria |
|  |              |

|  | Brachiosaurus |
|  |               |
|  | Cedarosaurus  |
|  |               |

|  | Phuwiangosaurus                                               |
|  |                                                               |
|  | \| \| Pleurocoelus \| \| \| \| \| \| Titanosauria \| \| \| \| |
|  |                                                               |
|  | Pleurocoelus                                                  |
|  |                                                               |
|  | Titanosauria                                                  |
|  |                                                               |

|  | Pleurocoelus |
|  |              |
|  | Titanosauria |
|  |              |

|  | Phuwiangosaurus                                               |
|  |                                                               |
|  | \| \| Pleurocoelus \| \| \| \| \| \| Titanosauria \| \| \| \| |
|  |                                                               |
|  | Pleurocoelus                                                  |
|  |                                                               |
|  | Titanosauria                                                  |
|  |                                                               |

|  | Pleurocoelus |
|  |              |
|  | Titanosauria |
|  |              |

|  | Brachiosaurus |
|  |               |
|  | Cedarosaurus  |
|  |               |

|  | Phuwiangosaurus                                               |
|  |                                                               |
|  | \| \| Pleurocoelus \| \| \| \| \| \| Titanosauria \| \| \| \| |
|  |                                                               |
|  | Pleurocoelus                                                  |
|  |                                                               |
|  | Titanosauria                                                  |
|  |                                                               |

|  | Pleurocoelus |
|  |              |
|  | Titanosauria |
|  |              |

|  | Phuwiangosaurus                                               |
|  |                                                               |
|  | \| \| Pleurocoelus \| \| \| \| \| \| Titanosauria \| \| \| \| |
|  |                                                               |
|  | Pleurocoelus                                                  |
|  |                                                               |
|  | Titanosauria                                                  |
|  |                                                               |

|  | Pleurocoelus |
|  |              |
|  | Titanosauria |
|  |              |

|  | Brachiosaurus |
|  |               |
|  | Cedarosaurus  |
|  |               |

|  | Phuwiangosaurus                                               |
|  |                                                               |
|  | \| \| Pleurocoelus \| \| \| \| \| \| Titanosauria \| \| \| \| |
|  |                                                               |
|  | Pleurocoelus                                                  |
|  |                                                               |
|  | Titanosauria                                                  |
|  |                                                               |

|  | Pleurocoelus |
|  |              |
|  | Titanosauria |
|  |              |

|  | Phuwiangosaurus                                               |
|  |                                                               |
|  | \| \| Pleurocoelus \| \| \| \| \| \| Titanosauria \| \| \| \| |
|  |                                                               |
|  | Pleurocoelus                                                  |
|  |                                                               |
|  | Titanosauria                                                  |
|  |                                                               |

|  | Pleurocoelus |
|  |              |
|  | Titanosauria |
|  |              |

|  | Brachiosaurus |
|  |               |
|  | Cedarosaurus  |
|  |               |

|  | Phuwiangosaurus                                               |
|  |                                                               |
|  | \| \| Pleurocoelus \| \| \| \| \| \| Titanosauria \| \| \| \| |
|  |                                                               |
|  | Pleurocoelus                                                  |
|  |                                                               |
|  | Titanosauria                                                  |
|  |                                                               |

|  | Pleurocoelus |
|  |              |
|  | Titanosauria |
|  |              |

|  | Phuwiangosaurus                                               |
|  |                                                               |
|  | \| \| Pleurocoelus \| \| \| \| \| \| Titanosauria \| \| \| \| |
|  |                                                               |
|  | Pleurocoelus                                                  |
|  |                                                               |
|  | Titanosauria                                                  |
|  |                                                               |

|  | Pleurocoelus |
|  |              |
|  | Titanosauria |
|  |              |

|  | Brachiosaurus |
|  |               |
|  | Cedarosaurus  |
|  |               |

|  | Phuwiangosaurus                                               |
|  |                                                               |
|  | \| \| Pleurocoelus \| \| \| \| \| \| Titanosauria \| \| \| \| |
|  |                                                               |
|  | Pleurocoelus                                                  |
|  |                                                               |
|  | Titanosauria                                                  |
|  |                                                               |

|  | Pleurocoelus |
|  |              |
|  | Titanosauria |
|  |              |

|  | Phuwiangosaurus                                               |
|  |                                                               |
|  | \| \| Pleurocoelus \| \| \| \| \| \| Titanosauria \| \| \| \| |
|  |                                                               |
|  | Pleurocoelus                                                  |
|  |                                                               |
|  | Titanosauria                                                  |
|  |                                                               |

|  | Pleurocoelus |
|  |              |
|  | Titanosauria |
|  |              |

|  | Brachiosaurus |
|  |               |
|  | Cedarosaurus  |
|  |               |

|  | Phuwiangosaurus                                               |
|  |                                                               |
|  | \| \| Pleurocoelus \| \| \| \| \| \| Titanosauria \| \| \| \| |
|  |                                                               |
|  | Pleurocoelus                                                  |
|  |                                                               |
|  | Titanosauria                                                  |
|  |                                                               |

|  | Pleurocoelus |
|  |              |
|  | Titanosauria |
|  |              |

|  | Phuwiangosaurus                                               |
|  |                                                               |
|  | \| \| Pleurocoelus \| \| \| \| \| \| Titanosauria \| \| \| \| |
|  |                                                               |
|  | Pleurocoelus                                                  |
|  |                                                               |
|  | Titanosauria                                                  |
|  |                                                               |

|  | Pleurocoelus |
|  |              |
|  | Titanosauria |
|  |              |

|  | Brachiosaurus |
|  |               |
|  | Cedarosaurus  |
|  |               |

|  | Phuwiangosaurus                                               |
|  |                                                               |
|  | \| \| Pleurocoelus \| \| \| \| \| \| Titanosauria \| \| \| \| |
|  |                                                               |
|  | Pleurocoelus                                                  |
|  |                                                               |
|  | Titanosauria                                                  |
|  |                                                               |

|  | Pleurocoelus |
|  |              |
|  | Titanosauria |
|  |              |

|  | Phuwiangosaurus                                               |
|  |                                                               |
|  | \| \| Pleurocoelus \| \| \| \| \| \| Titanosauria \| \| \| \| |
|  |                                                               |
|  | Pleurocoelus                                                  |
|  |                                                               |
|  | Titanosauria                                                  |
|  |                                                               |

|  | Pleurocoelus |
|  |              |
|  | Titanosauria |
|  |              |

|  | Brachiosaurus |
|  |               |
|  | Cedarosaurus  |
|  |               |

|  | Phuwiangosaurus                                               |
|  |                                                               |
|  | \| \| Pleurocoelus \| \| \| \| \| \| Titanosauria \| \| \| \| |
|  |                                                               |
|  | Pleurocoelus                                                  |
|  |                                                               |
|  | Titanosauria                                                  |
|  |                                                               |

|  | Pleurocoelus |
|  |              |
|  | Titanosauria |
|  |              |

|  | Phuwiangosaurus                                               |
|  |                                                               |
|  | \| \| Pleurocoelus \| \| \| \| \| \| Titanosauria \| \| \| \| |
|  |                                                               |
|  | Pleurocoelus                                                  |
|  |                                                               |
|  | Titanosauria                                                  |
|  |                                                               |

|  | Pleurocoelus |
|  |              |
|  | Titanosauria |
|  |              |

|  | Brachiosaurus |
|  |               |
|  | Cedarosaurus  |
|  |               |

|  | Phuwiangosaurus                                               |
|  |                                                               |
|  | \| \| Pleurocoelus \| \| \| \| \| \| Titanosauria \| \| \| \| |
|  |                                                               |
|  | Pleurocoelus                                                  |
|  |                                                               |
|  | Titanosauria                                                  |
|  |                                                               |

|  | Pleurocoelus |
|  |              |
|  | Titanosauria |
|  |              |

|  | Phuwiangosaurus                                               |
|  |                                                               |
|  | \| \| Pleurocoelus \| \| \| \| \| \| Titanosauria \| \| \| \| |
|  |                                                               |
|  | Pleurocoelus                                                  |
|  |                                                               |
|  | Titanosauria                                                  |
|  |                                                               |

|  | Pleurocoelus |
|  |              |
|  | Titanosauria |
|  |              |

|  | Brachiosaurus |
|  |               |
|  | Cedarosaurus  |
|  |               |

|  | Phuwiangosaurus                                               |
|  |                                                               |
|  | \| \| Pleurocoelus \| \| \| \| \| \| Titanosauria \| \| \| \| |
|  |                                                               |
|  | Pleurocoelus                                                  |
|  |                                                               |
|  | Titanosauria                                                  |
|  |                                                               |

|  | Pleurocoelus |
|  |              |
|  | Titanosauria |
|  |              |

|  | Phuwiangosaurus                                               |
|  |                                                               |
|  | \| \| Pleurocoelus \| \| \| \| \| \| Titanosauria \| \| \| \| |
|  |                                                               |
|  | Pleurocoelus                                                  |
|  |                                                               |
|  | Titanosauria                                                  |
|  |                                                               |

|  | Pleurocoelus |
|  |              |
|  | Titanosauria |
|  |              |

|  | Brachiosaurus |
|  |               |
|  | Cedarosaurus  |
|  |               |

|  | Phuwiangosaurus                                               |
|  |                                                               |
|  | \| \| Pleurocoelus \| \| \| \| \| \| Titanosauria \| \| \| \| |
|  |                                                               |
|  | Pleurocoelus                                                  |
|  |                                                               |
|  | Titanosauria                                                  |
|  |                                                               |

|  | Pleurocoelus |
|  |              |
|  | Titanosauria |
|  |              |

|  | Phuwiangosaurus                                               |
|  |                                                               |
|  | \| \| Pleurocoelus \| \| \| \| \| \| Titanosauria \| \| \| \| |
|  |                                                               |
|  | Pleurocoelus                                                  |
|  |                                                               |
|  | Titanosauria                                                  |
|  |                                                               |

|  | Pleurocoelus |
|  |              |
|  | Titanosauria |
|  |              |

|  | Brachiosaurus |
|  |               |
|  | Cedarosaurus  |
|  |               |

|  | Phuwiangosaurus                                               |
|  |                                                               |
|  | \| \| Pleurocoelus \| \| \| \| \| \| Titanosauria \| \| \| \| |
|  |                                                               |
|  | Pleurocoelus                                                  |
|  |                                                               |
|  | Titanosauria                                                  |
|  |                                                               |

|  | Pleurocoelus |
|  |              |
|  | Titanosauria |
|  |              |

|  | Phuwiangosaurus                                               |
|  |                                                               |
|  | \| \| Pleurocoelus \| \| \| \| \| \| Titanosauria \| \| \| \| |
|  |                                                               |
|  | Pleurocoelus                                                  |
|  |                                                               |
|  | Titanosauria                                                  |
|  |                                                               |

|  | Pleurocoelus |
|  |              |
|  | Titanosauria |
|  |              |

|  | Brachiosaurus |
|  |               |
|  | Cedarosaurus  |
|  |               |

|  | Phuwiangosaurus                                               |
|  |                                                               |
|  | \| \| Pleurocoelus \| \| \| \| \| \| Titanosauria \| \| \| \| |
|  |                                                               |
|  | Pleurocoelus                                                  |
|  |                                                               |
|  | Titanosauria                                                  |
|  |                                                               |

|  | Pleurocoelus |
|  |              |
|  | Titanosauria |
|  |              |

|  | Phuwiangosaurus                                               |
|  |                                                               |
|  | \| \| Pleurocoelus \| \| \| \| \| \| Titanosauria \| \| \| \| |
|  |                                                               |
|  | Pleurocoelus                                                  |
|  |                                                               |
|  | Titanosauria                                                  |
|  |                                                               |

|  | Pleurocoelus |
|  |              |
|  | Titanosauria |
|  |              |

|  | Brachiosaurus |
|  |               |
|  | Cedarosaurus  |
|  |               |

|  | Phuwiangosaurus                                               |
|  |                                                               |
|  | \| \| Pleurocoelus \| \| \| \| \| \| Titanosauria \| \| \| \| |
|  |                                                               |
|  | Pleurocoelus                                                  |
|  |                                                               |
|  | Titanosauria                                                  |
|  |                                                               |

|  | Pleurocoelus |
|  |              |
|  | Titanosauria |
|  |              |

|  | Phuwiangosaurus                                               |
|  |                                                               |
|  | \| \| Pleurocoelus \| \| \| \| \| \| Titanosauria \| \| \| \| |
|  |                                                               |
|  | Pleurocoelus                                                  |
|  |                                                               |
|  | Titanosauria                                                  |
|  |                                                               |

|  | Pleurocoelus |
|  |              |
|  | Titanosauria |
|  |              |

|  | Brachiosaurus |
|  |               |
|  | Cedarosaurus  |
|  |               |

|  | Phuwiangosaurus                                               |
|  |                                                               |
|  | \| \| Pleurocoelus \| \| \| \| \| \| Titanosauria \| \| \| \| |
|  |                                                               |
|  | Pleurocoelus                                                  |
|  |                                                               |
|  | Titanosauria                                                  |
|  |                                                               |

|  | Pleurocoelus |
|  |              |
|  | Titanosauria |
|  |              |

|  | Phuwiangosaurus                                               |
|  |                                                               |
|  | \| \| Pleurocoelus \| \| \| \| \| \| Titanosauria \| \| \| \| |
|  |                                                               |
|  | Pleurocoelus                                                  |
|  |                                                               |
|  | Titanosauria                                                  |
|  |                                                               |

|  | Pleurocoelus |
|  |              |
|  | Titanosauria |
|  |              |

|  | Brachiosaurus |
|  |               |
|  | Cedarosaurus  |
|  |               |

|  | Phuwiangosaurus                                               |
|  |                                                               |
|  | \| \| Pleurocoelus \| \| \| \| \| \| Titanosauria \| \| \| \| |
|  |                                                               |
|  | Pleurocoelus                                                  |
|  |                                                               |
|  | Titanosauria                                                  |
|  |                                                               |

|  | Pleurocoelus |
|  |              |
|  | Titanosauria |
|  |              |

|  | Phuwiangosaurus                                               |
|  |                                                               |
|  | \| \| Pleurocoelus \| \| \| \| \| \| Titanosauria \| \| \| \| |
|  |                                                               |
|  | Pleurocoelus                                                  |
|  |                                                               |
|  | Titanosauria                                                  |
|  |                                                               |

|  | Pleurocoelus |
|  |              |
|  | Titanosauria |
|  |              |

|  | Brachiosaurus |
|  |               |
|  | Cedarosaurus  |
|  |               |

|  | Phuwiangosaurus                                               |
|  |                                                               |
|  | \| \| Pleurocoelus \| \| \| \| \| \| Titanosauria \| \| \| \| |
|  |                                                               |
|  | Pleurocoelus                                                  |
|  |                                                               |
|  | Titanosauria                                                  |
|  |                                                               |

|  | Pleurocoelus |
|  |              |
|  | Titanosauria |
|  |              |

|  | Phuwiangosaurus                                               |
|  |                                                               |
|  | \| \| Pleurocoelus \| \| \| \| \| \| Titanosauria \| \| \| \| |
|  |                                                               |
|  | Pleurocoelus                                                  |
|  |                                                               |
|  | Titanosauria                                                  |
|  |                                                               |

|  | Pleurocoelus |
|  |              |
|  | Titanosauria |
|  |              |

|  | Brachiosaurus |
|  |               |
|  | Cedarosaurus  |
|  |               |

|  | Phuwiangosaurus                                               |
|  |                                                               |
|  | \| \| Pleurocoelus \| \| \| \| \| \| Titanosauria \| \| \| \| |
|  |                                                               |
|  | Pleurocoelus                                                  |
|  |                                                               |
|  | Titanosauria                                                  |
|  |                                                               |

|  | Pleurocoelus |
|  |              |
|  | Titanosauria |
|  |              |

|  | Phuwiangosaurus                                               |
|  |                                                               |
|  | \| \| Pleurocoelus \| \| \| \| \| \| Titanosauria \| \| \| \| |
|  |                                                               |
|  | Pleurocoelus                                                  |
|  |                                                               |
|  | Titanosauria                                                  |
|  |                                                               |

|  | Pleurocoelus |
|  |              |
|  | Titanosauria |
|  |              |

|  | Brachiosaurus |
|  |               |
|  | Cedarosaurus  |
|  |               |

|  | Phuwiangosaurus                                               |
|  |                                                               |
|  | \| \| Pleurocoelus \| \| \| \| \| \| Titanosauria \| \| \| \| |
|  |                                                               |
|  | Pleurocoelus                                                  |
|  |                                                               |
|  | Titanosauria                                                  |
|  |                                                               |

|  | Pleurocoelus |
|  |              |
|  | Titanosauria |
|  |              |

|  | Phuwiangosaurus                                               |
|  |                                                               |
|  | \| \| Pleurocoelus \| \| \| \| \| \| Titanosauria \| \| \| \| |
|  |                                                               |
|  | Pleurocoelus                                                  |
|  |                                                               |
|  | Titanosauria                                                  |
|  |                                                               |

|  | Pleurocoelus |
|  |              |
|  | Titanosauria |
|  |              |

|  | Brachiosaurus |
|  |               |
|  | Cedarosaurus  |
|  |               |

|  | Phuwiangosaurus                                               |
|  |                                                               |
|  | \| \| Pleurocoelus \| \| \| \| \| \| Titanosauria \| \| \| \| |
|  |                                                               |
|  | Pleurocoelus                                                  |
|  |                                                               |
|  | Titanosauria                                                  |
|  |                                                               |

|  | Pleurocoelus |
|  |              |
|  | Titanosauria |
|  |              |

|  | Phuwiangosaurus                                               |
|  |                                                               |
|  | \| \| Pleurocoelus \| \| \| \| \| \| Titanosauria \| \| \| \| |
|  |                                                               |
|  | Pleurocoelus                                                  |
|  |                                                               |
|  | Titanosauria                                                  |
|  |                                                               |

|  | Pleurocoelus |
|  |              |
|  | Titanosauria |
|  |              |

|  | Brachiosaurus |
|  |               |
|  | Cedarosaurus  |
|  |               |

|  | Phuwiangosaurus                                               |
|  |                                                               |
|  | \| \| Pleurocoelus \| \| \| \| \| \| Titanosauria \| \| \| \| |
|  |                                                               |
|  | Pleurocoelus                                                  |
|  |                                                               |
|  | Titanosauria                                                  |
|  |                                                               |

|  | Pleurocoelus |
|  |              |
|  | Titanosauria |
|  |              |

|  | Phuwiangosaurus                                               |
|  |                                                               |
|  | \| \| Pleurocoelus \| \| \| \| \| \| Titanosauria \| \| \| \| |
|  |                                                               |
|  | Pleurocoelus                                                  |
|  |                                                               |
|  | Titanosauria                                                  |
|  |                                                               |

|  | Pleurocoelus |
|  |              |
|  | Titanosauria |
|  |              |

|  | Brachiosaurus |
|  |               |
|  | Cedarosaurus  |
|  |               |

|  | Phuwiangosaurus                                               |
|  |                                                               |
|  | \| \| Pleurocoelus \| \| \| \| \| \| Titanosauria \| \| \| \| |
|  |                                                               |
|  | Pleurocoelus                                                  |
|  |                                                               |
|  | Titanosauria                                                  |
|  |                                                               |

|  | Pleurocoelus |
|  |              |
|  | Titanosauria |
|  |              |

|  | Phuwiangosaurus                                               |
|  |                                                               |
|  | \| \| Pleurocoelus \| \| \| \| \| \| Titanosauria \| \| \| \| |
|  |                                                               |
|  | Pleurocoelus                                                  |
|  |                                                               |
|  | Titanosauria                                                  |
|  |                                                               |

|  | Pleurocoelus |
|  |              |
|  | Titanosauria |
|  |              |

|  | Brachiosaurus |
|  |               |
|  | Cedarosaurus  |
|  |               |

|  | Phuwiangosaurus                                               |
|  |                                                               |
|  | \| \| Pleurocoelus \| \| \| \| \| \| Titanosauria \| \| \| \| |
|  |                                                               |
|  | Pleurocoelus                                                  |
|  |                                                               |
|  | Titanosauria                                                  |
|  |                                                               |

|  | Pleurocoelus |
|  |              |
|  | Titanosauria |
|  |              |

|  | Phuwiangosaurus                                               |
|  |                                                               |
|  | \| \| Pleurocoelus \| \| \| \| \| \| Titanosauria \| \| \| \| |
|  |                                                               |
|  | Pleurocoelus                                                  |
|  |                                                               |
|  | Titanosauria                                                  |
|  |                                                               |

|  | Pleurocoelus |
|  |              |
|  | Titanosauria |
|  |              |

|  | Brachiosaurus |
|  |               |
|  | Cedarosaurus  |
|  |               |

|  | Phuwiangosaurus                                               |
|  |                                                               |
|  | \| \| Pleurocoelus \| \| \| \| \| \| Titanosauria \| \| \| \| |
|  |                                                               |
|  | Pleurocoelus                                                  |
|  |                                                               |
|  | Titanosauria                                                  |
|  |                                                               |

|  | Pleurocoelus |
|  |              |
|  | Titanosauria |
|  |              |

|  | Phuwiangosaurus                                               |
|  |                                                               |
|  | \| \| Pleurocoelus \| \| \| \| \| \| Titanosauria \| \| \| \| |
|  |                                                               |
|  | Pleurocoelus                                                  |
|  |                                                               |
|  | Titanosauria                                                  |
|  |                                                               |

|  | Pleurocoelus |
|  |              |
|  | Titanosauria |
|  |              |

|  | Brachiosaurus |
|  |               |
|  | Cedarosaurus  |
|  |               |

|  | Phuwiangosaurus                                               |
|  |                                                               |
|  | \| \| Pleurocoelus \| \| \| \| \| \| Titanosauria \| \| \| \| |
|  |                                                               |
|  | Pleurocoelus                                                  |
|  |                                                               |
|  | Titanosauria                                                  |
|  |                                                               |

|  | Pleurocoelus |
|  |              |
|  | Titanosauria |
|  |              |

|  | Phuwiangosaurus                                               |
|  |                                                               |
|  | \| \| Pleurocoelus \| \| \| \| \| \| Titanosauria \| \| \| \| |
|  |                                                               |
|  | Pleurocoelus                                                  |
|  |                                                               |
|  | Titanosauria                                                  |
|  |                                                               |

|  | Pleurocoelus |
|  |              |
|  | Titanosauria |
|  |              |

|  | Brachiosaurus |
|  |               |
|  | Cedarosaurus  |
|  |               |

|  | Phuwiangosaurus                                               |
|  |                                                               |
|  | \| \| Pleurocoelus \| \| \| \| \| \| Titanosauria \| \| \| \| |
|  |                                                               |
|  | Pleurocoelus                                                  |
|  |                                                               |
|  | Titanosauria                                                  |
|  |                                                               |

|  | Pleurocoelus |
|  |              |
|  | Titanosauria |
|  |              |

|  | Phuwiangosaurus                                               |
|  |                                                               |
|  | \| \| Pleurocoelus \| \| \| \| \| \| Titanosauria \| \| \| \| |
|  |                                                               |
|  | Pleurocoelus                                                  |
|  |                                                               |
|  | Titanosauria                                                  |
|  |                                                               |

|  | Pleurocoelus |
|  |              |
|  | Titanosauria |
|  |              |

|  | Brachiosaurus |
|  |               |
|  | Cedarosaurus  |
|  |               |

|  | Phuwiangosaurus                                               |
|  |                                                               |
|  | \| \| Pleurocoelus \| \| \| \| \| \| Titanosauria \| \| \| \| |
|  |                                                               |
|  | Pleurocoelus                                                  |
|  |                                                               |
|  | Titanosauria                                                  |
|  |                                                               |

|  | Pleurocoelus |
|  |              |
|  | Titanosauria |
|  |              |

|  | Phuwiangosaurus                                               |
|  |                                                               |
|  | \| \| Pleurocoelus \| \| \| \| \| \| Titanosauria \| \| \| \| |
|  |                                                               |
|  | Pleurocoelus                                                  |
|  |                                                               |
|  | Titanosauria                                                  |
|  |                                                               |

|  | Pleurocoelus |
|  |              |
|  | Titanosauria |
|  |              |

|  | Brachiosaurus |
|  |               |
|  | Cedarosaurus  |
|  |               |

|  | Phuwiangosaurus                                               |
|  |                                                               |
|  | \| \| Pleurocoelus \| \| \| \| \| \| Titanosauria \| \| \| \| |
|  |                                                               |
|  | Pleurocoelus                                                  |
|  |                                                               |
|  | Titanosauria                                                  |
|  |                                                               |

|  | Pleurocoelus |
|  |              |
|  | Titanosauria |
|  |              |

|  | Phuwiangosaurus                                               |
|  |                                                               |
|  | \| \| Pleurocoelus \| \| \| \| \| \| Titanosauria \| \| \| \| |
|  |                                                               |
|  | Pleurocoelus                                                  |
|  |                                                               |
|  | Titanosauria                                                  |
|  |                                                               |

|  | Pleurocoelus |
|  |              |
|  | Titanosauria |
|  |              |

|  | Brachiosaurus |
|  |               |
|  | Cedarosaurus  |
|  |               |

|  | Phuwiangosaurus                                               |
|  |                                                               |
|  | \| \| Pleurocoelus \| \| \| \| \| \| Titanosauria \| \| \| \| |
|  |                                                               |
|  | Pleurocoelus                                                  |
|  |                                                               |
|  | Titanosauria                                                  |
|  |                                                               |

|  | Pleurocoelus |
|  |              |
|  | Titanosauria |
|  |              |

|  | Phuwiangosaurus                                               |
|  |                                                               |
|  | \| \| Pleurocoelus \| \| \| \| \| \| Titanosauria \| \| \| \| |
|  |                                                               |
|  | Pleurocoelus                                                  |
|  |                                                               |
|  | Titanosauria                                                  |
|  |                                                               |

|  | Pleurocoelus |
|  |              |
|  | Titanosauria |
|  |              |

|  | Brachiosaurus |
|  |               |
|  | Cedarosaurus  |
|  |               |

|  | Phuwiangosaurus                                               |
|  |                                                               |
|  | \| \| Pleurocoelus \| \| \| \| \| \| Titanosauria \| \| \| \| |
|  |                                                               |
|  | Pleurocoelus                                                  |
|  |                                                               |
|  | Titanosauria                                                  |
|  |                                                               |

|  | Pleurocoelus |
|  |              |
|  | Titanosauria |
|  |              |

|  | Phuwiangosaurus                                               |
|  |                                                               |
|  | \| \| Pleurocoelus \| \| \| \| \| \| Titanosauria \| \| \| \| |
|  |                                                               |
|  | Pleurocoelus                                                  |
|  |                                                               |
|  | Titanosauria                                                  |
|  |                                                               |

|  | Pleurocoelus |
|  |              |
|  | Titanosauria |
|  |              |

|  | Brachiosaurus |
|  |               |
|  | Cedarosaurus  |
|  |               |

|  | Phuwiangosaurus                                               |
|  |                                                               |
|  | \| \| Pleurocoelus \| \| \| \| \| \| Titanosauria \| \| \| \| |
|  |                                                               |
|  | Pleurocoelus                                                  |
|  |                                                               |
|  | Titanosauria                                                  |
|  |                                                               |

|  | Pleurocoelus |
|  |              |
|  | Titanosauria |
|  |              |

|  | Phuwiangosaurus                                               |
|  |                                                               |
|  | \| \| Pleurocoelus \| \| \| \| \| \| Titanosauria \| \| \| \| |
|  |                                                               |
|  | Pleurocoelus                                                  |
|  |                                                               |
|  | Titanosauria                                                  |
|  |                                                               |

|  | Pleurocoelus |
|  |              |
|  | Titanosauria |
|  |              |

|  | Brachiosaurus |
|  |               |
|  | Cedarosaurus  |
|  |               |

|  | Phuwiangosaurus                                               |
|  |                                                               |
|  | \| \| Pleurocoelus \| \| \| \| \| \| Titanosauria \| \| \| \| |
|  |                                                               |
|  | Pleurocoelus                                                  |
|  |                                                               |
|  | Titanosauria                                                  |
|  |                                                               |

|  | Pleurocoelus |
|  |              |
|  | Titanosauria |
|  |              |

|  | Phuwiangosaurus                                               |
|  |                                                               |
|  | \| \| Pleurocoelus \| \| \| \| \| \| Titanosauria \| \| \| \| |
|  |                                                               |
|  | Pleurocoelus                                                  |
|  |                                                               |
|  | Titanosauria                                                  |
|  |                                                               |

|  | Pleurocoelus |
|  |              |
|  | Titanosauria |
|  |              |

|  | Brachiosaurus |
|  |               |
|  | Cedarosaurus  |
|  |               |

|  | Phuwiangosaurus                                               |
|  |                                                               |
|  | \| \| Pleurocoelus \| \| \| \| \| \| Titanosauria \| \| \| \| |
|  |                                                               |
|  | Pleurocoelus                                                  |
|  |                                                               |
|  | Titanosauria                                                  |
|  |                                                               |

|  | Pleurocoelus |
|  |              |
|  | Titanosauria |
|  |              |

|  | Phuwiangosaurus                                               |
|  |                                                               |
|  | \| \| Pleurocoelus \| \| \| \| \| \| Titanosauria \| \| \| \| |
|  |                                                               |
|  | Pleurocoelus                                                  |
|  |                                                               |
|  | Titanosauria                                                  |
|  |                                                               |

|  | Pleurocoelus |
|  |              |
|  | Titanosauria |
|  |              |

|  | Brachiosaurus |
|  |               |
|  | Cedarosaurus  |
|  |               |

|  | Phuwiangosaurus                                               |
|  |                                                               |
|  | \| \| Pleurocoelus \| \| \| \| \| \| Titanosauria \| \| \| \| |
|  |                                                               |
|  | Pleurocoelus                                                  |
|  |                                                               |
|  | Titanosauria                                                  |
|  |                                                               |

|  | Pleurocoelus |
|  |              |
|  | Titanosauria |
|  |              |

|  | Phuwiangosaurus                                               |
|  |                                                               |
|  | \| \| Pleurocoelus \| \| \| \| \| \| Titanosauria \| \| \| \| |
|  |                                                               |
|  | Pleurocoelus                                                  |
|  |                                                               |
|  | Titanosauria                                                  |
|  |                                                               |

|  | Pleurocoelus |
|  |              |
|  | Titanosauria |
|  |              |

|  | Brachiosaurus |
|  |               |
|  | Cedarosaurus  |
|  |               |

|  | Phuwiangosaurus                                               |
|  |                                                               |
|  | \| \| Pleurocoelus \| \| \| \| \| \| Titanosauria \| \| \| \| |
|  |                                                               |
|  | Pleurocoelus                                                  |
|  |                                                               |
|  | Titanosauria                                                  |
|  |                                                               |

|  | Pleurocoelus |
|  |              |
|  | Titanosauria |
|  |              |

|  | Phuwiangosaurus                                               |
|  |                                                               |
|  | \| \| Pleurocoelus \| \| \| \| \| \| Titanosauria \| \| \| \| |
|  |                                                               |
|  | Pleurocoelus                                                  |
|  |                                                               |
|  | Titanosauria                                                  |
|  |                                                               |

|  | Pleurocoelus |
|  |              |
|  | Titanosauria |
|  |              |

|  | Brachiosaurus |
|  |               |
|  | Cedarosaurus  |
|  |               |

|  | Phuwiangosaurus                                               |
|  |                                                               |
|  | \| \| Pleurocoelus \| \| \| \| \| \| Titanosauria \| \| \| \| |
|  |                                                               |
|  | Pleurocoelus                                                  |
|  |                                                               |
|  | Titanosauria                                                  |
|  |                                                               |

|  | Pleurocoelus |
|  |              |
|  | Titanosauria |
|  |              |

|  | Phuwiangosaurus                                               |
|  |                                                               |
|  | \| \| Pleurocoelus \| \| \| \| \| \| Titanosauria \| \| \| \| |
|  |                                                               |
|  | Pleurocoelus                                                  |
|  |                                                               |
|  | Titanosauria                                                  |
|  |                                                               |

|  | Pleurocoelus |
|  |              |
|  | Titanosauria |
|  |              |

|  | Brachiosaurus |
|  |               |
|  | Cedarosaurus  |
|  |               |

|  | Phuwiangosaurus                                               |
|  |                                                               |
|  | \| \| Pleurocoelus \| \| \| \| \| \| Titanosauria \| \| \| \| |
|  |                                                               |
|  | Pleurocoelus                                                  |
|  |                                                               |
|  | Titanosauria                                                  |
|  |                                                               |

|  | Pleurocoelus |
|  |              |
|  | Titanosauria |
|  |              |

|  | Phuwiangosaurus                                               |
|  |                                                               |
|  | \| \| Pleurocoelus \| \| \| \| \| \| Titanosauria \| \| \| \| |
|  |                                                               |
|  | Pleurocoelus                                                  |
|  |                                                               |
|  | Titanosauria                                                  |
|  |                                                               |

|  | Pleurocoelus |
|  |              |
|  | Titanosauria |
|  |              |

|  | Brachiosaurus |
|  |               |
|  | Cedarosaurus  |
|  |               |

|  | Phuwiangosaurus                                               |
|  |                                                               |
|  | \| \| Pleurocoelus \| \| \| \| \| \| Titanosauria \| \| \| \| |
|  |                                                               |
|  | Pleurocoelus                                                  |
|  |                                                               |
|  | Titanosauria                                                  |
|  |                                                               |

|  | Pleurocoelus |
|  |              |
|  | Titanosauria |
|  |              |

|  | Phuwiangosaurus                                               |
|  |                                                               |
|  | \| \| Pleurocoelus \| \| \| \| \| \| Titanosauria \| \| \| \| |
|  |                                                               |
|  | Pleurocoelus                                                  |
|  |                                                               |
|  | Titanosauria                                                  |
|  |                                                               |

|  | Pleurocoelus |
|  |              |
|  | Titanosauria |
|  |              |

|  | Brachiosaurus |
|  |               |
|  | Cedarosaurus  |
|  |               |

|  | Phuwiangosaurus                                               |
|  |                                                               |
|  | \| \| Pleurocoelus \| \| \| \| \| \| Titanosauria \| \| \| \| |
|  |                                                               |
|  | Pleurocoelus                                                  |
|  |                                                               |
|  | Titanosauria                                                  |
|  |                                                               |

|  | Pleurocoelus |
|  |              |
|  | Titanosauria |
|  |              |

|  | Phuwiangosaurus                                               |
|  |                                                               |
|  | \| \| Pleurocoelus \| \| \| \| \| \| Titanosauria \| \| \| \| |
|  |                                                               |
|  | Pleurocoelus                                                  |
|  |                                                               |
|  | Titanosauria                                                  |
|  |                                                               |

|  | Pleurocoelus |
|  |              |
|  | Titanosauria |
|  |              |

|  | Brachiosaurus |
|  |               |
|  | Cedarosaurus  |
|  |               |

|  | Phuwiangosaurus                                               |
|  |                                                               |
|  | \| \| Pleurocoelus \| \| \| \| \| \| Titanosauria \| \| \| \| |
|  |                                                               |
|  | Pleurocoelus                                                  |
|  |                                                               |
|  | Titanosauria                                                  |
|  |                                                               |

|  | Pleurocoelus |
|  |              |
|  | Titanosauria |
|  |              |

|  | Phuwiangosaurus                                               |
|  |                                                               |
|  | \| \| Pleurocoelus \| \| \| \| \| \| Titanosauria \| \| \| \| |
|  |                                                               |
|  | Pleurocoelus                                                  |
|  |                                                               |
|  | Titanosauria                                                  |
|  |                                                               |

|  | Pleurocoelus |
|  |              |
|  | Titanosauria |
|  |              |

|  | Brachiosaurus |
|  |               |
|  | Cedarosaurus  |
|  |               |

|  | Phuwiangosaurus                                               |
|  |                                                               |
|  | \| \| Pleurocoelus \| \| \| \| \| \| Titanosauria \| \| \| \| |
|  |                                                               |
|  | Pleurocoelus                                                  |
|  |                                                               |
|  | Titanosauria                                                  |
|  |                                                               |

|  | Pleurocoelus |
|  |              |
|  | Titanosauria |
|  |              |

|  | Phuwiangosaurus                                               |
|  |                                                               |
|  | \| \| Pleurocoelus \| \| \| \| \| \| Titanosauria \| \| \| \| |
|  |                                                               |
|  | Pleurocoelus                                                  |
|  |                                                               |
|  | Titanosauria                                                  |
|  |                                                               |

|  | Pleurocoelus |
|  |              |
|  | Titanosauria |
|  |              |

|  | Brachiosaurus |
|  |               |
|  | Cedarosaurus  |
|  |               |

|  | Phuwiangosaurus                                               |
|  |                                                               |
|  | \| \| Pleurocoelus \| \| \| \| \| \| Titanosauria \| \| \| \| |
|  |                                                               |
|  | Pleurocoelus                                                  |
|  |                                                               |
|  | Titanosauria                                                  |
|  |                                                               |

|  | Pleurocoelus |
|  |              |
|  | Titanosauria |
|  |              |

|  | Phuwiangosaurus                                               |
|  |                                                               |
|  | \| \| Pleurocoelus \| \| \| \| \| \| Titanosauria \| \| \| \| |
|  |                                                               |
|  | Pleurocoelus                                                  |
|  |                                                               |
|  | Titanosauria                                                  |
|  |                                                               |

|  | Pleurocoelus |
|  |              |
|  | Titanosauria |
|  |              |

|  | Brachiosaurus |
|  |               |
|  | Cedarosaurus  |
|  |               |

|  | Phuwiangosaurus                                               |
|  |                                                               |
|  | \| \| Pleurocoelus \| \| \| \| \| \| Titanosauria \| \| \| \| |
|  |                                                               |
|  | Pleurocoelus                                                  |
|  |                                                               |
|  | Titanosauria                                                  |
|  |                                                               |

|  | Pleurocoelus |
|  |              |
|  | Titanosauria |
|  |              |

|  | Phuwiangosaurus                                               |
|  |                                                               |
|  | \| \| Pleurocoelus \| \| \| \| \| \| Titanosauria \| \| \| \| |
|  |                                                               |
|  | Pleurocoelus                                                  |
|  |                                                               |
|  | Titanosauria                                                  |
|  |                                                               |

|  | Pleurocoelus |
|  |              |
|  | Titanosauria |
|  |              |

|  | Brachiosaurus |
|  |               |
|  | Cedarosaurus  |
|  |               |

|  | Phuwiangosaurus                                               |
|  |                                                               |
|  | \| \| Pleurocoelus \| \| \| \| \| \| Titanosauria \| \| \| \| |
|  |                                                               |
|  | Pleurocoelus                                                  |
|  |                                                               |
|  | Titanosauria                                                  |
|  |                                                               |

|  | Pleurocoelus |
|  |              |
|  | Titanosauria |
|  |              |

|  | Phuwiangosaurus                                               |
|  |                                                               |
|  | \| \| Pleurocoelus \| \| \| \| \| \| Titanosauria \| \| \| \| |
|  |                                                               |
|  | Pleurocoelus                                                  |
|  |                                                               |
|  | Titanosauria                                                  |
|  |                                                               |

|  | Pleurocoelus |
|  |              |
|  | Titanosauria |
|  |              |

|  | Brachiosaurus |
|  |               |
|  | Cedarosaurus  |
|  |               |

|  | Phuwiangosaurus                                               |
|  |                                                               |
|  | \| \| Pleurocoelus \| \| \| \| \| \| Titanosauria \| \| \| \| |
|  |                                                               |
|  | Pleurocoelus                                                  |
|  |                                                               |
|  | Titanosauria                                                  |
|  |                                                               |

|  | Pleurocoelus |
|  |              |
|  | Titanosauria |
|  |              |

|  | Phuwiangosaurus                                               |
|  |                                                               |
|  | \| \| Pleurocoelus \| \| \| \| \| \| Titanosauria \| \| \| \| |
|  |                                                               |
|  | Pleurocoelus                                                  |
|  |                                                               |
|  | Titanosauria                                                  |
|  |                                                               |

|  | Pleurocoelus |
|  |              |
|  | Titanosauria |
|  |              |

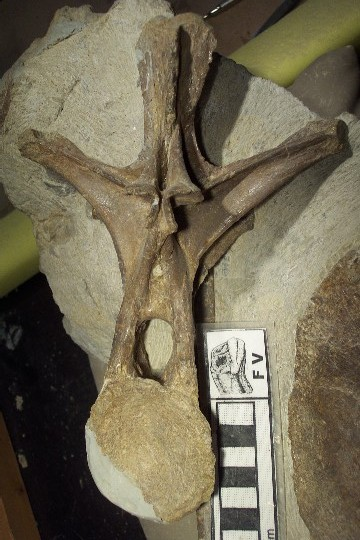
Vertebra dorsale in vista frontale

Durante una descrizione delle vertebre di Europasaurus da parte di Carballido & Sander (2013), è stata condotta un'altra analisi filogenetica. La matrice cladistica è stata ampliata per includere più taxa di sauropodi, come Bellusaurus, Cedarosaurus e Tapuiasaurus. Il taxon Brachiosaurus è stato anche separato tra il vero Brachiosaurus (B. altithorax) e Giraffatitan (B. brancai), sulla base degli studi di Taylor (2009). Sulla base di questa analisi più recente e più espansiva, Europasaurus è stato recuperato in una posizione simile alla precedente, come un camarasauromorfo basale più vicino ai titanosauri rispetto a Camarasaurus. Tuttavia, Euhelopus, Tehuelchesaurus, Tastavinsaurus e Galvesaurus sono stati posizionati tra Europasaurus e Brachiosauridae.

### Classificazione come brachiosauride
In un'analisi del 2012 sulla filogenesi dei Titanosauriformes, D'Emic (2012) ritenne che Europasaurus appartenesse alla famiglia Brachiosauridae, invece di essere basale rispetto ai primi brachiosauridi. Questa analisi ha classificato all'interno della famiglia molti dei veri brachiosauridi conosciuti, sebbene diversi potenziali brachiosauridi siano stati invece classificati come appartenenti ai Somphospondyli (Paluxysaurus, Sauroposeidon e Qiaowanlong). Tuttavia, D'Emic fu titubante nel considerare Europasaurus un brachiosauride vero e proprio. Sebbene ci fosse un forte supporto nella filogenesi per il suo posizionamento all'interno della famiglia, Europasaurus, uno dei pochi macronari basali con un cranio, non conserva ossa che mostrino caratteristiche del distintive gruppo, come le vertebre caudali. Il cladogramma di seguito illustra i risultati filogenetici di D'Emic (2012), con Euhelopodidae e Titanosauria.
|  | Brachiosaurus                                                                               |
|  |                                                                                             |
|  | \| \| Abydosaurus \| \| \| \| \| \| Cedarosaurus \| \| \| \| \| \| Venenosaurus \| \| \| \| |
|  |                                                                                             |
|  | Abydosaurus                                                                                 |
|  |                                                                                             |
|  | Cedarosaurus                                                                                |
|  |                                                                                             |
|  | Venenosaurus                                                                                |
|  |                                                                                             |

|  | Abydosaurus  |
|  |              |
|  | Cedarosaurus |
|  |              |
|  | Venenosaurus |
|  |              |

|  | Brachiosaurus                                                                               |
|  |                                                                                             |
|  | \| \| Abydosaurus \| \| \| \| \| \| Cedarosaurus \| \| \| \| \| \| Venenosaurus \| \| \| \| |
|  |                                                                                             |
|  | Abydosaurus                                                                                 |
|  |                                                                                             |
|  | Cedarosaurus                                                                                |
|  |                                                                                             |
|  | Venenosaurus                                                                                |
|  |                                                                                             |

|  | Abydosaurus  |
|  |              |
|  | Cedarosaurus |
|  |              |
|  | Venenosaurus |
|  |              |

|  | Brachiosaurus                                                                               |
|  |                                                                                             |
|  | \| \| Abydosaurus \| \| \| \| \| \| Cedarosaurus \| \| \| \| \| \| Venenosaurus \| \| \| \| |
|  |                                                                                             |
|  | Abydosaurus                                                                                 |
|  |                                                                                             |
|  | Cedarosaurus                                                                                |
|  |                                                                                             |
|  | Venenosaurus                                                                                |
|  |                                                                                             |

|  | Abydosaurus  |
|  |              |
|  | Cedarosaurus |
|  |              |
|  | Venenosaurus |
|  |              |

|  | Brachiosaurus                                                                               |
|  |                                                                                             |
|  | \| \| Abydosaurus \| \| \| \| \| \| Cedarosaurus \| \| \| \| \| \| Venenosaurus \| \| \| \| |
|  |                                                                                             |
|  | Abydosaurus                                                                                 |
|  |                                                                                             |
|  | Cedarosaurus                                                                                |
|  |                                                                                             |
|  | Venenosaurus                                                                                |
|  |                                                                                             |

|  | Abydosaurus  |
|  |              |
|  | Cedarosaurus |
|  |              |
|  | Venenosaurus |
|  |              |

|  | Euhelopodidae                                                  |
|  |                                                                |
|  | \| \| Chubutisaurus \| \| \| \| \| \| Titanosauria \| \| \| \| |
|  |                                                                |
|  | Chubutisaurus                                                  |
|  |                                                                |
|  | Titanosauria                                                   |
|  |                                                                |

|  | Chubutisaurus |
|  |               |
|  | Titanosauria  |
|  |               |

|  | Euhelopodidae                                                  |
|  |                                                                |
|  | \| \| Chubutisaurus \| \| \| \| \| \| Titanosauria \| \| \| \| |
|  |                                                                |
|  | Chubutisaurus                                                  |
|  |                                                                |
|  | Titanosauria                                                   |
|  |                                                                |

|  | Chubutisaurus |
|  |               |
|  | Titanosauria  |
|  |               |

|  | Euhelopodidae                                                  |
|  |                                                                |
|  | \| \| Chubutisaurus \| \| \| \| \| \| Titanosauria \| \| \| \| |
|  |                                                                |
|  | Chubutisaurus                                                  |
|  |                                                                |
|  | Titanosauria                                                   |
|  |                                                                |

|  | Chubutisaurus |
|  |               |
|  | Titanosauria  |
|  |               |

|  | Euhelopodidae                                                  |
|  |                                                                |
|  | \| \| Chubutisaurus \| \| \| \| \| \| Titanosauria \| \| \| \| |
|  |                                                                |
|  | Chubutisaurus                                                  |
|  |                                                                |
|  | Titanosauria                                                   |
|  |                                                                |

|  | Chubutisaurus |
|  |               |
|  | Titanosauria  |
|  |               |

|  | Euhelopodidae                                                  |
|  |                                                                |
|  | \| \| Chubutisaurus \| \| \| \| \| \| Titanosauria \| \| \| \| |
|  |                                                                |
|  | Chubutisaurus                                                  |
|  |                                                                |
|  | Titanosauria                                                   |
|  |                                                                |

|  | Chubutisaurus |
|  |               |
|  | Titanosauria  |
|  |               |

|  | Euhelopodidae                                                  |
|  |                                                                |
|  | \| \| Chubutisaurus \| \| \| \| \| \| Titanosauria \| \| \| \| |
|  |                                                                |
|  | Chubutisaurus                                                  |
|  |                                                                |
|  | Titanosauria                                                   |
|  |                                                                |

|  | Chubutisaurus |
|  |               |
|  | Titanosauria  |
|  |               |

|  | Euhelopodidae                                                  |
|  |                                                                |
|  | \| \| Chubutisaurus \| \| \| \| \| \| Titanosauria \| \| \| \| |
|  |                                                                |
|  | Chubutisaurus                                                  |
|  |                                                                |
|  | Titanosauria                                                   |
|  |                                                                |

|  | Chubutisaurus |
|  |               |
|  | Titanosauria  |
|  |               |

|  | Euhelopodidae                                                  |
|  |                                                                |
|  | \| \| Chubutisaurus \| \| \| \| \| \| Titanosauria \| \| \| \| |
|  |                                                                |
|  | Chubutisaurus                                                  |
|  |                                                                |
|  | Titanosauria                                                   |
|  |                                                                |

|  | Chubutisaurus |
|  |               |
|  | Titanosauria  |
|  |               |

|  | Brachiosaurus                                                                               |
|  |                                                                                             |
|  | \| \| Abydosaurus \| \| \| \| \| \| Cedarosaurus \| \| \| \| \| \| Venenosaurus \| \| \| \| |
|  |                                                                                             |
|  | Abydosaurus                                                                                 |
|  |                                                                                             |
|  | Cedarosaurus                                                                                |
|  |                                                                                             |
|  | Venenosaurus                                                                                |
|  |                                                                                             |

|  | Abydosaurus  |
|  |              |
|  | Cedarosaurus |
|  |              |
|  | Venenosaurus |
|  |              |

|  | Brachiosaurus                                                                               |
|  |                                                                                             |
|  | \| \| Abydosaurus \| \| \| \| \| \| Cedarosaurus \| \| \| \| \| \| Venenosaurus \| \| \| \| |
|  |                                                                                             |
|  | Abydosaurus                                                                                 |
|  |                                                                                             |
|  | Cedarosaurus                                                                                |
|  |                                                                                             |
|  | Venenosaurus                                                                                |
|  |                                                                                             |

|  | Abydosaurus  |
|  |              |
|  | Cedarosaurus |
|  |              |
|  | Venenosaurus |
|  |              |

|  | Brachiosaurus                                                                               |
|  |                                                                                             |
|  | \| \| Abydosaurus \| \| \| \| \| \| Cedarosaurus \| \| \| \| \| \| Venenosaurus \| \| \| \| |
|  |                                                                                             |
|  | Abydosaurus                                                                                 |
|  |                                                                                             |
|  | Cedarosaurus                                                                                |
|  |                                                                                             |
|  | Venenosaurus                                                                                |
|  |                                                                                             |

|  | Abydosaurus  |
|  |              |
|  | Cedarosaurus |
|  |              |
|  | Venenosaurus |
|  |              |

|  | Brachiosaurus                                                                               |
|  |                                                                                             |
|  | \| \| Abydosaurus \| \| \| \| \| \| Cedarosaurus \| \| \| \| \| \| Venenosaurus \| \| \| \| |
|  |                                                                                             |
|  | Abydosaurus                                                                                 |
|  |                                                                                             |
|  | Cedarosaurus                                                                                |
|  |                                                                                             |
|  | Venenosaurus                                                                                |
|  |                                                                                             |

|  | Abydosaurus  |
|  |              |
|  | Cedarosaurus |
|  |              |
|  | Venenosaurus |
|  |              |

|  | Euhelopodidae                                                  |
|  |                                                                |
|  | \| \| Chubutisaurus \| \| \| \| \| \| Titanosauria \| \| \| \| |
|  |                                                                |
|  | Chubutisaurus                                                  |
|  |                                                                |
|  | Titanosauria                                                   |
|  |                                                                |

|  | Chubutisaurus |
|  |               |
|  | Titanosauria  |
|  |               |

|  | Euhelopodidae                                                  |
|  |                                                                |
|  | \| \| Chubutisaurus \| \| \| \| \| \| Titanosauria \| \| \| \| |
|  |                                                                |
|  | Chubutisaurus                                                  |
|  |                                                                |
|  | Titanosauria                                                   |
|  |                                                                |

|  | Chubutisaurus |
|  |               |
|  | Titanosauria  |
|  |               |

|  | Euhelopodidae                                                  |
|  |                                                                |
|  | \| \| Chubutisaurus \| \| \| \| \| \| Titanosauria \| \| \| \| |
|  |                                                                |
|  | Chubutisaurus                                                  |
|  |                                                                |
|  | Titanosauria                                                   |
|  |                                                                |

|  | Chubutisaurus |
|  |               |
|  | Titanosauria  |
|  |               |

|  | Euhelopodidae                                                  |
|  |                                                                |
|  | \| \| Chubutisaurus \| \| \| \| \| \| Titanosauria \| \| \| \| |
|  |                                                                |
|  | Chubutisaurus                                                  |
|  |                                                                |
|  | Titanosauria                                                   |
|  |                                                                |

|  | Chubutisaurus |
|  |               |
|  | Titanosauria  |
|  |               |

|  | Euhelopodidae                                                  |
|  |                                                                |
|  | \| \| Chubutisaurus \| \| \| \| \| \| Titanosauria \| \| \| \| |
|  |                                                                |
|  | Chubutisaurus                                                  |
|  |                                                                |
|  | Titanosauria                                                   |
|  |                                                                |

|  | Chubutisaurus |
|  |               |
|  | Titanosauria  |
|  |               |

|  | Euhelopodidae                                                  |
|  |                                                                |
|  | \| \| Chubutisaurus \| \| \| \| \| \| Titanosauria \| \| \| \| |
|  |                                                                |
|  | Chubutisaurus                                                  |
|  |                                                                |
|  | Titanosauria                                                   |
|  |                                                                |

|  | Chubutisaurus |
|  |               |
|  | Titanosauria  |
|  |               |

|  | Euhelopodidae                                                  |
|  |                                                                |
|  | \| \| Chubutisaurus \| \| \| \| \| \| Titanosauria \| \| \| \| |
|  |                                                                |
|  | Chubutisaurus                                                  |
|  |                                                                |
|  | Titanosauria                                                   |
|  |                                                                |

|  | Chubutisaurus |
|  |               |
|  | Titanosauria  |
|  |               |

|  | Euhelopodidae                                                  |
|  |                                                                |
|  | \| \| Chubutisaurus \| \| \| \| \| \| Titanosauria \| \| \| \| |
|  |                                                                |
|  | Chubutisaurus                                                  |
|  |                                                                |
|  | Titanosauria                                                   |
|  |                                                                |

|  | Chubutisaurus |
|  |               |
|  | Titanosauria  |
|  |               |

|  | Brachiosaurus                                                                               |
|  |                                                                                             |
|  | \| \| Abydosaurus \| \| \| \| \| \| Cedarosaurus \| \| \| \| \| \| Venenosaurus \| \| \| \| |
|  |                                                                                             |
|  | Abydosaurus                                                                                 |
|  |                                                                                             |
|  | Cedarosaurus                                                                                |
|  |                                                                                             |
|  | Venenosaurus                                                                                |
|  |                                                                                             |

|  | Abydosaurus  |
|  |              |
|  | Cedarosaurus |
|  |              |
|  | Venenosaurus |
|  |              |

|  | Brachiosaurus                                                                               |
|  |                                                                                             |
|  | \| \| Abydosaurus \| \| \| \| \| \| Cedarosaurus \| \| \| \| \| \| Venenosaurus \| \| \| \| |
|  |                                                                                             |
|  | Abydosaurus                                                                                 |
|  |                                                                                             |
|  | Cedarosaurus                                                                                |
|  |                                                                                             |
|  | Venenosaurus                                                                                |
|  |                                                                                             |

|  | Abydosaurus  |
|  |              |
|  | Cedarosaurus |
|  |              |
|  | Venenosaurus |
|  |              |

|  | Brachiosaurus                                                                               |
|  |                                                                                             |
|  | \| \| Abydosaurus \| \| \| \| \| \| Cedarosaurus \| \| \| \| \| \| Venenosaurus \| \| \| \| |
|  |                                                                                             |
|  | Abydosaurus                                                                                 |
|  |                                                                                             |
|  | Cedarosaurus                                                                                |
|  |                                                                                             |
|  | Venenosaurus                                                                                |
|  |                                                                                             |

|  | Abydosaurus  |
|  |              |
|  | Cedarosaurus |
|  |              |
|  | Venenosaurus |
|  |              |

|  | Brachiosaurus                                                                               |
|  |                                                                                             |
|  | \| \| Abydosaurus \| \| \| \| \| \| Cedarosaurus \| \| \| \| \| \| Venenosaurus \| \| \| \| |
|  |                                                                                             |
|  | Abydosaurus                                                                                 |
|  |                                                                                             |
|  | Cedarosaurus                                                                                |
|  |                                                                                             |
|  | Venenosaurus                                                                                |
|  |                                                                                             |

|  | Abydosaurus  |
|  |              |
|  | Cedarosaurus |
|  |              |
|  | Venenosaurus |
|  |              |

|  | Euhelopodidae                                                  |
|  |                                                                |
|  | \| \| Chubutisaurus \| \| \| \| \| \| Titanosauria \| \| \| \| |
|  |                                                                |
|  | Chubutisaurus                                                  |
|  |                                                                |
|  | Titanosauria                                                   |
|  |                                                                |

|  | Chubutisaurus |
|  |               |
|  | Titanosauria  |
|  |               |

|  | Euhelopodidae                                                  |
|  |                                                                |
|  | \| \| Chubutisaurus \| \| \| \| \| \| Titanosauria \| \| \| \| |
|  |                                                                |
|  | Chubutisaurus                                                  |
|  |                                                                |
|  | Titanosauria                                                   |
|  |                                                                |

|  | Chubutisaurus |
|  |               |
|  | Titanosauria  |
|  |               |

|  | Euhelopodidae                                                  |
|  |                                                                |
|  | \| \| Chubutisaurus \| \| \| \| \| \| Titanosauria \| \| \| \| |
|  |                                                                |
|  | Chubutisaurus                                                  |
|  |                                                                |
|  | Titanosauria                                                   |
|  |                                                                |

|  | Chubutisaurus |
|  |               |
|  | Titanosauria  |
|  |               |

|  | Euhelopodidae                                                  |
|  |                                                                |
|  | \| \| Chubutisaurus \| \| \| \| \| \| Titanosauria \| \| \| \| |
|  |                                                                |
|  | Chubutisaurus                                                  |
|  |                                                                |
|  | Titanosauria                                                   |
|  |                                                                |

|  | Chubutisaurus |
|  |               |
|  | Titanosauria  |
|  |               |

|  | Euhelopodidae                                                  |
|  |                                                                |
|  | \| \| Chubutisaurus \| \| \| \| \| \| Titanosauria \| \| \| \| |
|  |                                                                |
|  | Chubutisaurus                                                  |
|  |                                                                |
|  | Titanosauria                                                   |
|  |                                                                |

|  | Chubutisaurus |
|  |               |
|  | Titanosauria  |
|  |               |

|  | Euhelopodidae                                                  |
|  |                                                                |
|  | \| \| Chubutisaurus \| \| \| \| \| \| Titanosauria \| \| \| \| |
|  |                                                                |
|  | Chubutisaurus                                                  |
|  |                                                                |
|  | Titanosauria                                                   |
|  |                                                                |

|  | Chubutisaurus |
|  |               |
|  | Titanosauria  |
|  |               |

|  | Euhelopodidae                                                  |
|  |                                                                |
|  | \| \| Chubutisaurus \| \| \| \| \| \| Titanosauria \| \| \| \| |
|  |                                                                |
|  | Chubutisaurus                                                  |
|  |                                                                |
|  | Titanosauria                                                   |
|  |                                                                |

|  | Chubutisaurus |
|  |               |
|  | Titanosauria  |
|  |               |

|  | Euhelopodidae                                                  |
|  |                                                                |
|  | \| \| Chubutisaurus \| \| \| \| \| \| Titanosauria \| \| \| \| |
|  |                                                                |
|  | Chubutisaurus                                                  |
|  |                                                                |
|  | Titanosauria                                                   |
|  |                                                                |

|  | Chubutisaurus |
|  |               |
|  | Titanosauria  |
|  |               |

|  | Brachiosaurus                                                                               |
|  |                                                                                             |
|  | \| \| Abydosaurus \| \| \| \| \| \| Cedarosaurus \| \| \| \| \| \| Venenosaurus \| \| \| \| |
|  |                                                                                             |
|  | Abydosaurus                                                                                 |
|  |                                                                                             |
|  | Cedarosaurus                                                                                |
|  |                                                                                             |
|  | Venenosaurus                                                                                |
|  |                                                                                             |

|  | Abydosaurus  |
|  |              |
|  | Cedarosaurus |
|  |              |
|  | Venenosaurus |
|  |              |

|  | Brachiosaurus                                                                               |
|  |                                                                                             |
|  | \| \| Abydosaurus \| \| \| \| \| \| Cedarosaurus \| \| \| \| \| \| Venenosaurus \| \| \| \| |
|  |                                                                                             |
|  | Abydosaurus                                                                                 |
|  |                                                                                             |
|  | Cedarosaurus                                                                                |
|  |                                                                                             |
|  | Venenosaurus                                                                                |
|  |                                                                                             |

|  | Abydosaurus  |
|  |              |
|  | Cedarosaurus |
|  |              |
|  | Venenosaurus |
|  |              |

|  | Brachiosaurus                                                                               |
|  |                                                                                             |
|  | \| \| Abydosaurus \| \| \| \| \| \| Cedarosaurus \| \| \| \| \| \| Venenosaurus \| \| \| \| |
|  |                                                                                             |
|  | Abydosaurus                                                                                 |
|  |                                                                                             |
|  | Cedarosaurus                                                                                |
|  |                                                                                             |
|  | Venenosaurus                                                                                |
|  |                                                                                             |

|  | Abydosaurus  |
|  |              |
|  | Cedarosaurus |
|  |              |
|  | Venenosaurus |
|  |              |

|  | Brachiosaurus                                                                               |
|  |                                                                                             |
|  | \| \| Abydosaurus \| \| \| \| \| \| Cedarosaurus \| \| \| \| \| \| Venenosaurus \| \| \| \| |
|  |                                                                                             |
|  | Abydosaurus                                                                                 |
|  |                                                                                             |
|  | Cedarosaurus                                                                                |
|  |                                                                                             |
|  | Venenosaurus                                                                                |
|  |                                                                                             |

|  | Abydosaurus  |
|  |              |
|  | Cedarosaurus |
|  |              |
|  | Venenosaurus |
|  |              |

|  | Euhelopodidae                                                  |
|  |                                                                |
|  | \| \| Chubutisaurus \| \| \| \| \| \| Titanosauria \| \| \| \| |
|  |                                                                |
|  | Chubutisaurus                                                  |
|  |                                                                |
|  | Titanosauria                                                   |
|  |                                                                |

|  | Chubutisaurus |
|  |               |
|  | Titanosauria  |
|  |               |

|  | Euhelopodidae                                                  |
|  |                                                                |
|  | \| \| Chubutisaurus \| \| \| \| \| \| Titanosauria \| \| \| \| |
|  |                                                                |
|  | Chubutisaurus                                                  |
|  |                                                                |
|  | Titanosauria                                                   |
|  |                                                                |

|  | Chubutisaurus |
|  |               |
|  | Titanosauria  |
|  |               |

|  | Euhelopodidae                                                  |
|  |                                                                |
|  | \| \| Chubutisaurus \| \| \| \| \| \| Titanosauria \| \| \| \| |
|  |                                                                |
|  | Chubutisaurus                                                  |
|  |                                                                |
|  | Titanosauria                                                   |
|  |                                                                |

|  | Chubutisaurus |
|  |               |
|  | Titanosauria  |
|  |               |

|  | Euhelopodidae                                                  |
|  |                                                                |
|  | \| \| Chubutisaurus \| \| \| \| \| \| Titanosauria \| \| \| \| |
|  |                                                                |
|  | Chubutisaurus                                                  |
|  |                                                                |
|  | Titanosauria                                                   |
|  |                                                                |

|  | Chubutisaurus |
|  |               |
|  | Titanosauria  |
|  |               |

|  | Euhelopodidae                                                  |
|  |                                                                |
|  | \| \| Chubutisaurus \| \| \| \| \| \| Titanosauria \| \| \| \| |
|  |                                                                |
|  | Chubutisaurus                                                  |
|  |                                                                |
|  | Titanosauria                                                   |
|  |                                                                |

|  | Chubutisaurus |
|  |               |
|  | Titanosauria  |
|  |               |

|  | Euhelopodidae                                                  |
|  |                                                                |
|  | \| \| Chubutisaurus \| \| \| \| \| \| Titanosauria \| \| \| \| |
|  |                                                                |
|  | Chubutisaurus                                                  |
|  |                                                                |
|  | Titanosauria                                                   |
|  |                                                                |

|  | Chubutisaurus |
|  |               |
|  | Titanosauria  |
|  |               |

|  | Euhelopodidae                                                  |
|  |                                                                |
|  | \| \| Chubutisaurus \| \| \| \| \| \| Titanosauria \| \| \| \| |
|  |                                                                |
|  | Chubutisaurus                                                  |
|  |                                                                |
|  | Titanosauria                                                   |
|  |                                                                |

|  | Chubutisaurus |
|  |               |
|  | Titanosauria  |
|  |               |

|  | Euhelopodidae                                                  |
|  |                                                                |
|  | \| \| Chubutisaurus \| \| \| \| \| \| Titanosauria \| \| \| \| |
|  |                                                                |
|  | Chubutisaurus                                                  |
|  |                                                                |
|  | Titanosauria                                                   |
|  |                                                                |

|  | Chubutisaurus |
|  |               |
|  | Titanosauria  |
|  |               |

|  | Brachiosaurus                                                                               |
|  |                                                                                             |
|  | \| \| Abydosaurus \| \| \| \| \| \| Cedarosaurus \| \| \| \| \| \| Venenosaurus \| \| \| \| |
|  |                                                                                             |
|  | Abydosaurus                                                                                 |
|  |                                                                                             |
|  | Cedarosaurus                                                                                |
|  |                                                                                             |
|  | Venenosaurus                                                                                |
|  |                                                                                             |

|  | Abydosaurus  |
|  |              |
|  | Cedarosaurus |
|  |              |
|  | Venenosaurus |
|  |              |

|  | Brachiosaurus                                                                               |
|  |                                                                                             |
|  | \| \| Abydosaurus \| \| \| \| \| \| Cedarosaurus \| \| \| \| \| \| Venenosaurus \| \| \| \| |
|  |                                                                                             |
|  | Abydosaurus                                                                                 |
|  |                                                                                             |
|  | Cedarosaurus                                                                                |
|  |                                                                                             |
|  | Venenosaurus                                                                                |
|  |                                                                                             |

|  | Abydosaurus  |
|  |              |
|  | Cedarosaurus |
|  |              |
|  | Venenosaurus |
|  |              |

|  | Brachiosaurus                                                                               |
|  |                                                                                             |
|  | \| \| Abydosaurus \| \| \| \| \| \| Cedarosaurus \| \| \| \| \| \| Venenosaurus \| \| \| \| |
|  |                                                                                             |
|  | Abydosaurus                                                                                 |
|  |                                                                                             |
|  | Cedarosaurus                                                                                |
|  |                                                                                             |
|  | Venenosaurus                                                                                |
|  |                                                                                             |

|  | Abydosaurus  |
|  |              |
|  | Cedarosaurus |
|  |              |
|  | Venenosaurus |
|  |              |

|  | Brachiosaurus                                                                               |
|  |                                                                                             |
|  | \| \| Abydosaurus \| \| \| \| \| \| Cedarosaurus \| \| \| \| \| \| Venenosaurus \| \| \| \| |
|  |                                                                                             |
|  | Abydosaurus                                                                                 |
|  |                                                                                             |
|  | Cedarosaurus                                                                                |
|  |                                                                                             |
|  | Venenosaurus                                                                                |
|  |                                                                                             |

|  | Abydosaurus  |
|  |              |
|  | Cedarosaurus |
|  |              |
|  | Venenosaurus |
|  |              |

|  | Euhelopodidae                                                  |
|  |                                                                |
|  | \| \| Chubutisaurus \| \| \| \| \| \| Titanosauria \| \| \| \| |
|  |                                                                |
|  | Chubutisaurus                                                  |
|  |                                                                |
|  | Titanosauria                                                   |
|  |                                                                |

|  | Chubutisaurus |
|  |               |
|  | Titanosauria  |
|  |               |

|  | Euhelopodidae                                                  |
|  |                                                                |
|  | \| \| Chubutisaurus \| \| \| \| \| \| Titanosauria \| \| \| \| |
|  |                                                                |
|  | Chubutisaurus                                                  |
|  |                                                                |
|  | Titanosauria                                                   |
|  |                                                                |

|  | Chubutisaurus |
|  |               |
|  | Titanosauria  |
|  |               |

|  | Euhelopodidae                                                  |
|  |                                                                |
|  | \| \| Chubutisaurus \| \| \| \| \| \| Titanosauria \| \| \| \| |
|  |                                                                |
|  | Chubutisaurus                                                  |
|  |                                                                |
|  | Titanosauria                                                   |
|  |                                                                |

|  | Chubutisaurus |
|  |               |
|  | Titanosauria  |
|  |               |

|  | Euhelopodidae                                                  |
|  |                                                                |
|  | \| \| Chubutisaurus \| \| \| \| \| \| Titanosauria \| \| \| \| |
|  |                                                                |
|  | Chubutisaurus                                                  |
|  |                                                                |
|  | Titanosauria                                                   |
|  |                                                                |

|  | Chubutisaurus |
|  |               |
|  | Titanosauria  |
|  |               |

|  | Euhelopodidae                                                  |
|  |                                                                |
|  | \| \| Chubutisaurus \| \| \| \| \| \| Titanosauria \| \| \| \| |
|  |                                                                |
|  | Chubutisaurus                                                  |
|  |                                                                |
|  | Titanosauria                                                   |
|  |                                                                |

|  | Chubutisaurus |
|  |               |
|  | Titanosauria  |
|  |               |

|  | Euhelopodidae                                                  |
|  |                                                                |
|  | \| \| Chubutisaurus \| \| \| \| \| \| Titanosauria \| \| \| \| |
|  |                                                                |
|  | Chubutisaurus                                                  |
|  |                                                                |
|  | Titanosauria                                                   |
|  |                                                                |

|  | Chubutisaurus |
|  |               |
|  | Titanosauria  |
|  |               |

|  | Euhelopodidae                                                  |
|  |                                                                |
|  | \| \| Chubutisaurus \| \| \| \| \| \| Titanosauria \| \| \| \| |
|  |                                                                |
|  | Chubutisaurus                                                  |
|  |                                                                |
|  | Titanosauria                                                   |
|  |                                                                |

|  | Chubutisaurus |
|  |               |
|  | Titanosauria  |
|  |               |

|  | Euhelopodidae                                                  |
|  |                                                                |
|  | \| \| Chubutisaurus \| \| \| \| \| \| Titanosauria \| \| \| \| |
|  |                                                                |
|  | Chubutisaurus                                                  |
|  |                                                                |
|  | Titanosauria                                                   |
|  |                                                                |

|  | Chubutisaurus |
|  |               |
|  | Titanosauria  |
|  |               |

|  | Brachiosaurus                                                                               |
|  |                                                                                             |
|  | \| \| Abydosaurus \| \| \| \| \| \| Cedarosaurus \| \| \| \| \| \| Venenosaurus \| \| \| \| |
|  |                                                                                             |
|  | Abydosaurus                                                                                 |
|  |                                                                                             |
|  | Cedarosaurus                                                                                |
|  |                                                                                             |
|  | Venenosaurus                                                                                |
|  |                                                                                             |

|  | Abydosaurus  |
|  |              |
|  | Cedarosaurus |
|  |              |
|  | Venenosaurus |
|  |              |

|  | Brachiosaurus                                                                               |
|  |                                                                                             |
|  | \| \| Abydosaurus \| \| \| \| \| \| Cedarosaurus \| \| \| \| \| \| Venenosaurus \| \| \| \| |
|  |                                                                                             |
|  | Abydosaurus                                                                                 |
|  |                                                                                             |
|  | Cedarosaurus                                                                                |
|  |                                                                                             |
|  | Venenosaurus                                                                                |
|  |                                                                                             |

|  | Abydosaurus  |
|  |              |
|  | Cedarosaurus |
|  |              |
|  | Venenosaurus |
|  |              |

|  | Brachiosaurus                                                                               |
|  |                                                                                             |
|  | \| \| Abydosaurus \| \| \| \| \| \| Cedarosaurus \| \| \| \| \| \| Venenosaurus \| \| \| \| |
|  |                                                                                             |
|  | Abydosaurus                                                                                 |
|  |                                                                                             |
|  | Cedarosaurus                                                                                |
|  |                                                                                             |
|  | Venenosaurus                                                                                |
|  |                                                                                             |

|  | Abydosaurus  |
|  |              |
|  | Cedarosaurus |
|  |              |
|  | Venenosaurus |
|  |              |

|  | Brachiosaurus                                                                               |
|  |                                                                                             |
|  | \| \| Abydosaurus \| \| \| \| \| \| Cedarosaurus \| \| \| \| \| \| Venenosaurus \| \| \| \| |
|  |                                                                                             |
|  | Abydosaurus                                                                                 |
|  |                                                                                             |
|  | Cedarosaurus                                                                                |
|  |                                                                                             |
|  | Venenosaurus                                                                                |
|  |                                                                                             |

|  | Abydosaurus  |
|  |              |
|  | Cedarosaurus |
|  |              |
|  | Venenosaurus |
|  |              |

|  | Euhelopodidae                                                  |
|  |                                                                |
|  | \| \| Chubutisaurus \| \| \| \| \| \| Titanosauria \| \| \| \| |
|  |                                                                |
|  | Chubutisaurus                                                  |
|  |                                                                |
|  | Titanosauria                                                   |
|  |                                                                |

|  | Chubutisaurus |
|  |               |
|  | Titanosauria  |
|  |               |

|  | Euhelopodidae                                                  |
|  |                                                                |
|  | \| \| Chubutisaurus \| \| \| \| \| \| Titanosauria \| \| \| \| |
|  |                                                                |
|  | Chubutisaurus                                                  |
|  |                                                                |
|  | Titanosauria                                                   |
|  |                                                                |

|  | Chubutisaurus |
|  |               |
|  | Titanosauria  |
|  |               |

|  | Euhelopodidae                                                  |
|  |                                                                |
|  | \| \| Chubutisaurus \| \| \| \| \| \| Titanosauria \| \| \| \| |
|  |                                                                |
|  | Chubutisaurus                                                  |
|  |                                                                |
|  | Titanosauria                                                   |
|  |                                                                |

|  | Chubutisaurus |
|  |               |
|  | Titanosauria  |
|  |               |

|  | Euhelopodidae                                                  |
|  |                                                                |
|  | \| \| Chubutisaurus \| \| \| \| \| \| Titanosauria \| \| \| \| |
|  |                                                                |
|  | Chubutisaurus                                                  |
|  |                                                                |
|  | Titanosauria                                                   |
|  |                                                                |

|  | Chubutisaurus |
|  |               |
|  | Titanosauria  |
|  |               |

|  | Euhelopodidae                                                  |
|  |                                                                |
|  | \| \| Chubutisaurus \| \| \| \| \| \| Titanosauria \| \| \| \| |
|  |                                                                |
|  | Chubutisaurus                                                  |
|  |                                                                |
|  | Titanosauria                                                   |
|  |                                                                |

|  | Chubutisaurus |
|  |               |
|  | Titanosauria  |
|  |               |

|  | Euhelopodidae                                                  |
|  |                                                                |
|  | \| \| Chubutisaurus \| \| \| \| \| \| Titanosauria \| \| \| \| |
|  |                                                                |
|  | Chubutisaurus                                                  |
|  |                                                                |
|  | Titanosauria                                                   |
|  |                                                                |

|  | Chubutisaurus |
|  |               |
|  | Titanosauria  |
|  |               |

|  | Euhelopodidae                                                  |
|  |                                                                |
|  | \| \| Chubutisaurus \| \| \| \| \| \| Titanosauria \| \| \| \| |
|  |                                                                |
|  | Chubutisaurus                                                  |
|  |                                                                |
|  | Titanosauria                                                   |
|  |                                                                |

|  | Chubutisaurus |
|  |               |
|  | Titanosauria  |
|  |               |

|  | Euhelopodidae                                                  |
|  |                                                                |
|  | \| \| Chubutisaurus \| \| \| \| \| \| Titanosauria \| \| \| \| |
|  |                                                                |
|  | Chubutisaurus                                                  |
|  |                                                                |
|  | Titanosauria                                                   |
|  |                                                                |

|  | Chubutisaurus |
|  |               |
|  | Titanosauria  |
|  |               |

|  | Brachiosaurus                                                                               |
|  |                                                                                             |
|  | \| \| Abydosaurus \| \| \| \| \| \| Cedarosaurus \| \| \| \| \| \| Venenosaurus \| \| \| \| |
|  |                                                                                             |
|  | Abydosaurus                                                                                 |
|  |                                                                                             |
|  | Cedarosaurus                                                                                |
|  |                                                                                             |
|  | Venenosaurus                                                                                |
|  |                                                                                             |

|  | Abydosaurus  |
|  |              |
|  | Cedarosaurus |
|  |              |
|  | Venenosaurus |
|  |              |

|  | Brachiosaurus                                                                               |
|  |                                                                                             |
|  | \| \| Abydosaurus \| \| \| \| \| \| Cedarosaurus \| \| \| \| \| \| Venenosaurus \| \| \| \| |
|  |                                                                                             |
|  | Abydosaurus                                                                                 |
|  |                                                                                             |
|  | Cedarosaurus                                                                                |
|  |                                                                                             |
|  | Venenosaurus                                                                                |
|  |                                                                                             |

|  | Abydosaurus  |
|  |              |
|  | Cedarosaurus |
|  |              |
|  | Venenosaurus |
|  |              |

|  | Brachiosaurus                                                                               |
|  |                                                                                             |
|  | \| \| Abydosaurus \| \| \| \| \| \| Cedarosaurus \| \| \| \| \| \| Venenosaurus \| \| \| \| |
|  |                                                                                             |
|  | Abydosaurus                                                                                 |
|  |                                                                                             |
|  | Cedarosaurus                                                                                |
|  |                                                                                             |
|  | Venenosaurus                                                                                |
|  |                                                                                             |

|  | Abydosaurus  |
|  |              |
|  | Cedarosaurus |
|  |              |
|  | Venenosaurus |
|  |              |

|  | Brachiosaurus                                                                               |
|  |                                                                                             |
|  | \| \| Abydosaurus \| \| \| \| \| \| Cedarosaurus \| \| \| \| \| \| Venenosaurus \| \| \| \| |
|  |                                                                                             |
|  | Abydosaurus                                                                                 |
|  |                                                                                             |
|  | Cedarosaurus                                                                                |
|  |                                                                                             |
|  | Venenosaurus                                                                                |
|  |                                                                                             |

|  | Abydosaurus  |
|  |              |
|  | Cedarosaurus |
|  |              |
|  | Venenosaurus |
|  |              |

|  | Euhelopodidae                                                  |
|  |                                                                |
|  | \| \| Chubutisaurus \| \| \| \| \| \| Titanosauria \| \| \| \| |
|  |                                                                |
|  | Chubutisaurus                                                  |
|  |                                                                |
|  | Titanosauria                                                   |
|  |                                                                |

|  | Chubutisaurus |
|  |               |
|  | Titanosauria  |
|  |               |

|  | Euhelopodidae                                                  |
|  |                                                                |
|  | \| \| Chubutisaurus \| \| \| \| \| \| Titanosauria \| \| \| \| |
|  |                                                                |
|  | Chubutisaurus                                                  |
|  |                                                                |
|  | Titanosauria                                                   |
|  |                                                                |

|  | Chubutisaurus |
|  |               |
|  | Titanosauria  |
|  |               |

|  | Euhelopodidae                                                  |
|  |                                                                |
|  | \| \| Chubutisaurus \| \| \| \| \| \| Titanosauria \| \| \| \| |
|  |                                                                |
|  | Chubutisaurus                                                  |
|  |                                                                |
|  | Titanosauria                                                   |
|  |                                                                |

|  | Chubutisaurus |
|  |               |
|  | Titanosauria  |
|  |               |

|  | Euhelopodidae                                                  |
|  |                                                                |
|  | \| \| Chubutisaurus \| \| \| \| \| \| Titanosauria \| \| \| \| |
|  |                                                                |
|  | Chubutisaurus                                                  |
|  |                                                                |
|  | Titanosauria                                                   |
|  |                                                                |

|  | Chubutisaurus |
|  |               |
|  | Titanosauria  |
|  |               |

|  | Euhelopodidae                                                  |
|  |                                                                |
|  | \| \| Chubutisaurus \| \| \| \| \| \| Titanosauria \| \| \| \| |
|  |                                                                |
|  | Chubutisaurus                                                  |
|  |                                                                |
|  | Titanosauria                                                   |
|  |                                                                |

|  | Chubutisaurus |
|  |               |
|  | Titanosauria  |
|  |               |

|  | Euhelopodidae                                                  |
|  |                                                                |
|  | \| \| Chubutisaurus \| \| \| \| \| \| Titanosauria \| \| \| \| |
|  |                                                                |
|  | Chubutisaurus                                                  |
|  |                                                                |
|  | Titanosauria                                                   |
|  |                                                                |

|  | Chubutisaurus |
|  |               |
|  | Titanosauria  |
|  |               |

|  | Euhelopodidae                                                  |
|  |                                                                |
|  | \| \| Chubutisaurus \| \| \| \| \| \| Titanosauria \| \| \| \| |
|  |                                                                |
|  | Chubutisaurus                                                  |
|  |                                                                |
|  | Titanosauria                                                   |
|  |                                                                |

|  | Chubutisaurus |
|  |               |
|  | Titanosauria  |
|  |               |

|  | Euhelopodidae                                                  |
|  |                                                                |
|  | \| \| Chubutisaurus \| \| \| \| \| \| Titanosauria \| \| \| \| |
|  |                                                                |
|  | Chubutisaurus                                                  |
|  |                                                                |
|  | Titanosauria                                                   |
|  |                                                                |

|  | Chubutisaurus |
|  |               |
|  | Titanosauria  |
|  |               |

|  | Brachiosaurus                                                                               |
|  |                                                                                             |
|  | \| \| Abydosaurus \| \| \| \| \| \| Cedarosaurus \| \| \| \| \| \| Venenosaurus \| \| \| \| |
|  |                                                                                             |
|  | Abydosaurus                                                                                 |
|  |                                                                                             |
|  | Cedarosaurus                                                                                |
|  |                                                                                             |
|  | Venenosaurus                                                                                |
|  |                                                                                             |

|  | Abydosaurus  |
|  |              |
|  | Cedarosaurus |
|  |              |
|  | Venenosaurus |
|  |              |

|  | Brachiosaurus                                                                               |
|  |                                                                                             |
|  | \| \| Abydosaurus \| \| \| \| \| \| Cedarosaurus \| \| \| \| \| \| Venenosaurus \| \| \| \| |
|  |                                                                                             |
|  | Abydosaurus                                                                                 |
|  |                                                                                             |
|  | Cedarosaurus                                                                                |
|  |                                                                                             |
|  | Venenosaurus                                                                                |
|  |                                                                                             |

|  | Abydosaurus  |
|  |              |
|  | Cedarosaurus |
|  |              |
|  | Venenosaurus |
|  |              |

|  | Brachiosaurus                                                                               |
|  |                                                                                             |
|  | \| \| Abydosaurus \| \| \| \| \| \| Cedarosaurus \| \| \| \| \| \| Venenosaurus \| \| \| \| |
|  |                                                                                             |
|  | Abydosaurus                                                                                 |
|  |                                                                                             |
|  | Cedarosaurus                                                                                |
|  |                                                                                             |
|  | Venenosaurus                                                                                |
|  |                                                                                             |

|  | Abydosaurus  |
|  |              |
|  | Cedarosaurus |
|  |              |
|  | Venenosaurus |
|  |              |

|  | Brachiosaurus                                                                               |
|  |                                                                                             |
|  | \| \| Abydosaurus \| \| \| \| \| \| Cedarosaurus \| \| \| \| \| \| Venenosaurus \| \| \| \| |
|  |                                                                                             |
|  | Abydosaurus                                                                                 |
|  |                                                                                             |
|  | Cedarosaurus                                                                                |
|  |                                                                                             |
|  | Venenosaurus                                                                                |
|  |                                                                                             |

|  | Abydosaurus  |
|  |              |
|  | Cedarosaurus |
|  |              |
|  | Venenosaurus |
|  |              |

|  | Euhelopodidae                                                  |
|  |                                                                |
|  | \| \| Chubutisaurus \| \| \| \| \| \| Titanosauria \| \| \| \| |
|  |                                                                |
|  | Chubutisaurus                                                  |
|  |                                                                |
|  | Titanosauria                                                   |
|  |                                                                |

|  | Chubutisaurus |
|  |               |
|  | Titanosauria  |
|  |               |

|  | Euhelopodidae                                                  |
|  |                                                                |
|  | \| \| Chubutisaurus \| \| \| \| \| \| Titanosauria \| \| \| \| |
|  |                                                                |
|  | Chubutisaurus                                                  |
|  |                                                                |
|  | Titanosauria                                                   |
|  |                                                                |

|  | Chubutisaurus |
|  |               |
|  | Titanosauria  |
|  |               |

|  | Euhelopodidae                                                  |
|  |                                                                |
|  | \| \| Chubutisaurus \| \| \| \| \| \| Titanosauria \| \| \| \| |
|  |                                                                |
|  | Chubutisaurus                                                  |
|  |                                                                |
|  | Titanosauria                                                   |
|  |                                                                |

|  | Chubutisaurus |
|  |               |
|  | Titanosauria  |
|  |               |

|  | Euhelopodidae                                                  |
|  |                                                                |
|  | \| \| Chubutisaurus \| \| \| \| \| \| Titanosauria \| \| \| \| |
|  |                                                                |
|  | Chubutisaurus                                                  |
|  |                                                                |
|  | Titanosauria                                                   |
|  |                                                                |

|  | Chubutisaurus |
|  |               |
|  | Titanosauria  |
|  |               |

|  | Euhelopodidae                                                  |
|  |                                                                |
|  | \| \| Chubutisaurus \| \| \| \| \| \| Titanosauria \| \| \| \| |
|  |                                                                |
|  | Chubutisaurus                                                  |
|  |                                                                |
|  | Titanosauria                                                   |
|  |                                                                |

|  | Chubutisaurus |
|  |               |
|  | Titanosauria  |
|  |               |

|  | Euhelopodidae                                                  |
|  |                                                                |
|  | \| \| Chubutisaurus \| \| \| \| \| \| Titanosauria \| \| \| \| |
|  |                                                                |
|  | Chubutisaurus                                                  |
|  |                                                                |
|  | Titanosauria                                                   |
|  |                                                                |

|  | Chubutisaurus |
|  |               |
|  | Titanosauria  |
|  |               |

|  | Euhelopodidae                                                  |
|  |                                                                |
|  | \| \| Chubutisaurus \| \| \| \| \| \| Titanosauria \| \| \| \| |
|  |                                                                |
|  | Chubutisaurus                                                  |
|  |                                                                |
|  | Titanosauria                                                   |
|  |                                                                |

|  | Chubutisaurus |
|  |               |
|  | Titanosauria  |
|  |               |

|  | Euhelopodidae                                                  |
|  |                                                                |
|  | \| \| Chubutisaurus \| \| \| \| \| \| Titanosauria \| \| \| \| |
|  |                                                                |
|  | Chubutisaurus                                                  |
|  |                                                                |
|  | Titanosauria                                                   |
|  |                                                                |

|  | Chubutisaurus |
|  |               |
|  | Titanosauria  |
|  |               |

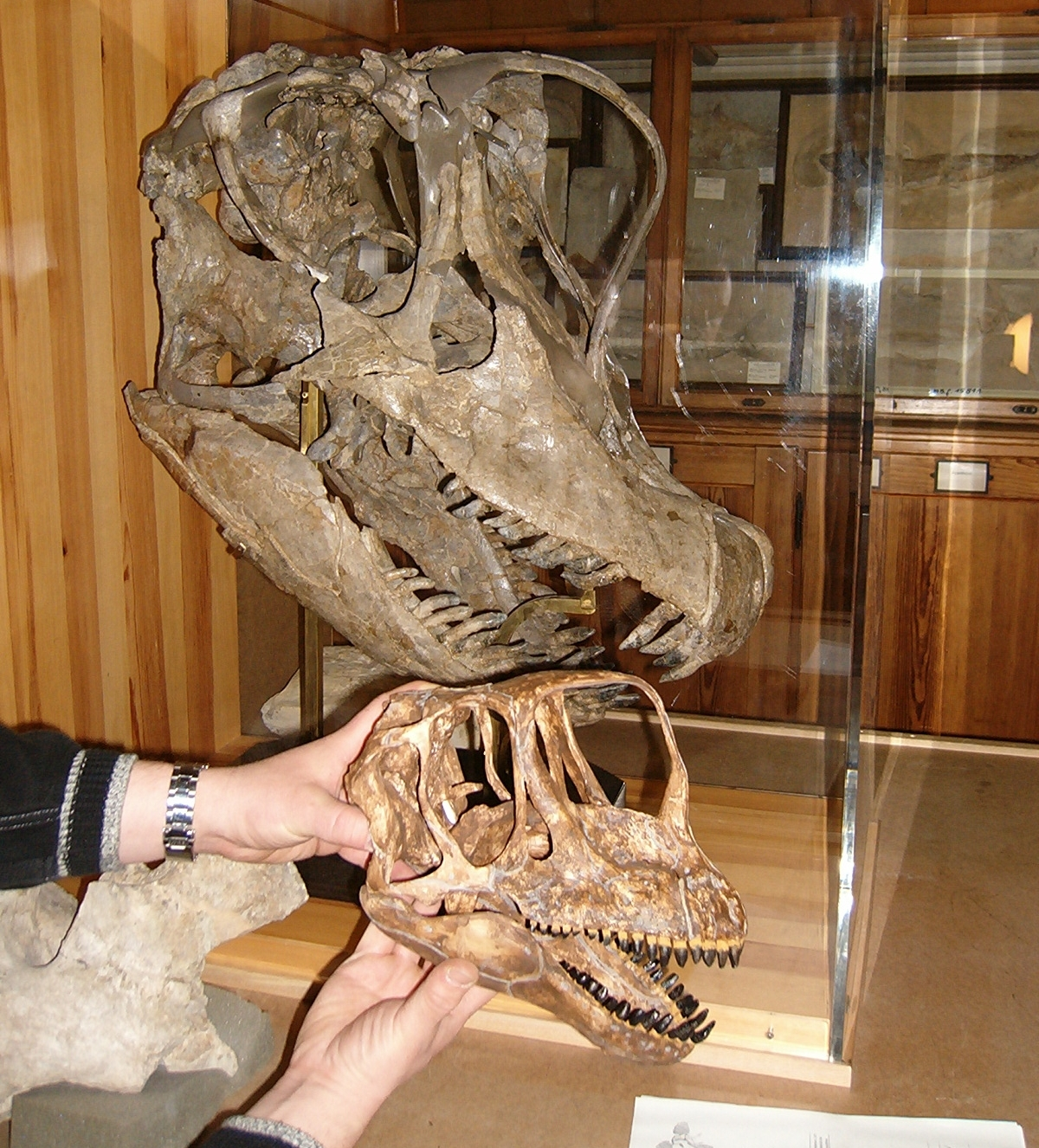
Cranio di Europasaurus a confronto con quello di Giraffatitan

Un'analisi successiva sui titanosauriformes concordava con D'Emic (2012) nel posizionamento di Europasaurus, dove formava una politomia con Brachiosaurus ed il "Bothriospondylus francese" (ora nominato Vouivria) come i brachiosauridi più basali. Il successivo più derivato nel clade è Lusotitan, con Giraffatitan, Abydosaurus, Cedarosaurus e Venenosaurus che formavano un clade più derivato di brachiosauridi. I denti "contorti" di Europasaurus si sono rivelati una delle caratteristiche uniche dei Brachiosauridae, il che potrebbe significare un riferimento sicuro dei denti isolati dei sauropodi al clade.
Un'ulteriore analisi filogenetica è stata eseguita sui Brachiosauridae, basata su quella di D'Emic (2012). Questa filogenesi, condotta da D'Emic et al. (2016), ha portato ad un posizionamento molto simile di Europasaurus all'interno di Brachiosauridae, sebbene Sonorasaurus sia stato inserito in un clade con Giraffatitan, e Lusotitan sia stato inserito in una politomia con Abydosaurus e Cedarosaurus. L'albero rimanente era lo stesso di D'Emic (2012), sebbene Brachiosaurus sia stato compresso in una politomia con brachiosauridi più derivati. Un'altra filogenesi, di Mannion et al. (2017) ha trovato risultati simili a D'Emic (2012) e D'Emic et al. (2016), dove Europasaurus rappresenta il brachiosauride più basale, con il "Bothriospondylus francese" (o Vouivria), come il successivo brachiosauride più basale. Brachiosaurus era posto al di fuori di una politomia di tutti gli altri brachiosauridi, Giraffatitan, Abydosaurus, Sonorasaurus, Cedarosaurus e Venenosaurus. Una filogenesi del 2017, quella di Royo-Torres et al. (2017), ha risolto relazioni più complesse all'interno di Brachiosauridae. Oltre a Europasaurus come brachiosauride più basale, c'erano due sottogruppi all'interno del clade, uno contenente Giraffatitan, Sonorasaurus e Lusotitan, e un altro che includeva quasi tutti gli altri brachiosauridi, così come Tastavinsaurus. Questo secondo clade sarebbe definito Laurasiformes secondo la definizione del gruppo. Brachiosaurus era in una politomia con i due sottocladi dei Brachiosauridae.

## Paleobiologia

### Crescita

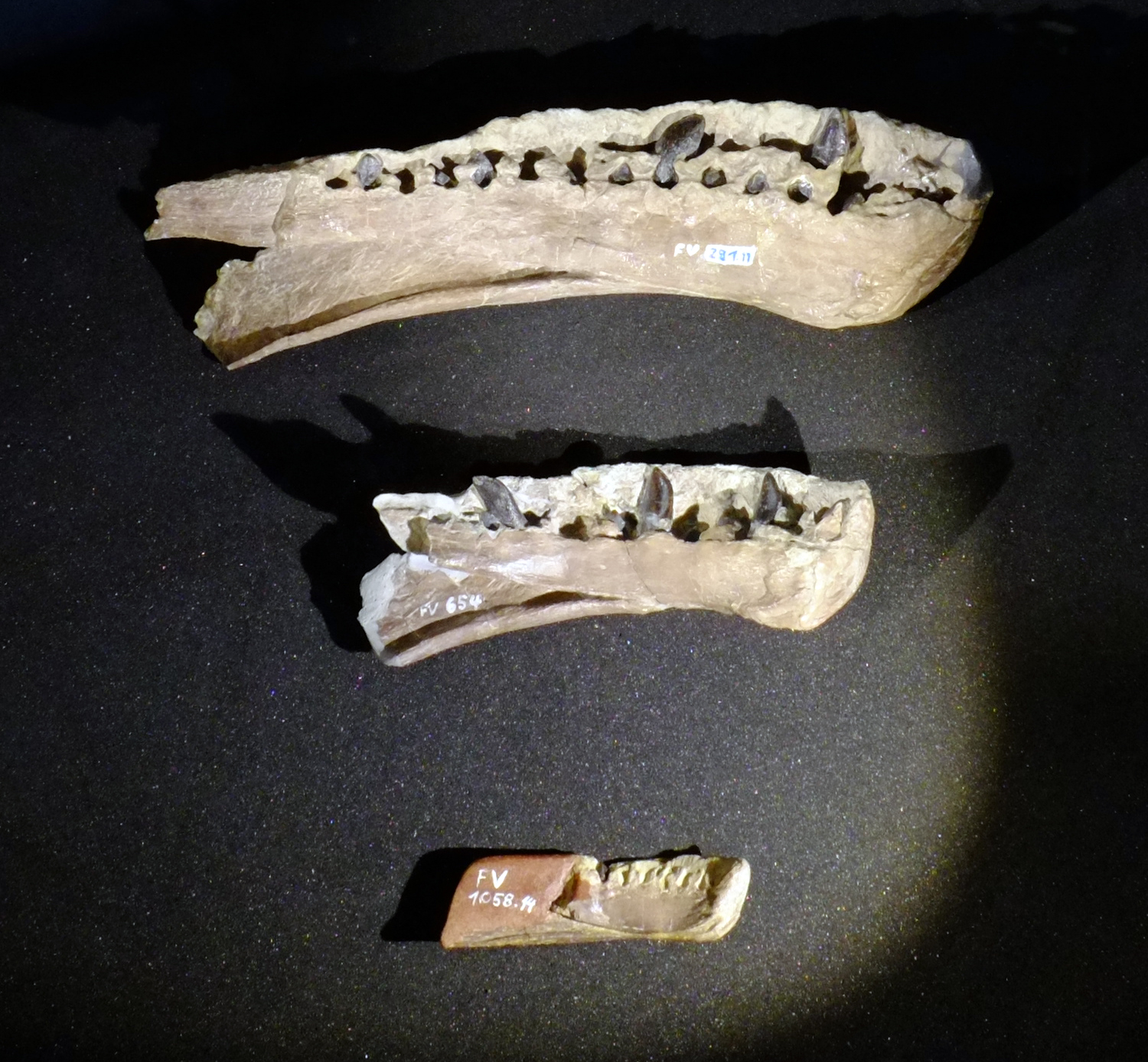
Mandibole di varie fasi di crescita di E. holgeri

Tramite l'analisi istologica di più esemplari di Europasaurus è stato confermato che quest'ultimo fosse una specie nana insulare, e non un giovane di un taxon esistente, come Camarasaurus. L'esemplare più giovane analizzato (DFMMh/FV 009) era privo di segni di invecchiamento, come segni di crescita o tessuto osseo laminare, ed è anche l'esemplare più piccolo con una lunghezza stimata di 1,75 metri. Il tessuto osseo lamellare è un indicatore di rapida crescita, pertanto l'esemplare in questione rappresenta, probabilmente, un individuo molto giovane. Un esemplare più grande (DFMMh/FV 291,9), dalla lunghezza stimata a 2 metri, mostra grandi quantità di tessuto laminare, senza segni di crescita presenti, quindi è probabile che sia anch'esso un individuo giovane. L'esemplare successivo (DFMMh/FV 001) mostra la presenza di segni di crescita (in particolare anelli) e, con una lunghezza stimata di 3,5 metri, rappresenta, probabilmente, un subadulto. Ancora più grande, DFMMh/FV 495 mostra osteoni maturi e anelli, con una lunghezza stimata di 3,7 metri. Anche il secondo esemplare più grande analizzato (DFMMh/FV 153) mostra segni di crescita, ma sono più frequenti, ed è stato stimato con una lunghezza di 4,2 metri. Un singolo femore parziale rappresenta il più grande individuo di Europasaurus conosciuto, per la quale è stata stimata una lunghezza di 6,2 metri. A differenza di tutti gli altri esemplari, questo esemplare (DFMMh/FV 415) mostra la presenza di linee di crescita arrestata, indicando che questo individuo è morto dopo aver raggiunto le sue dimensioni corporee adulte. L'interno dell'osso era parzialmente lamellare, il che mostra che aveva smesso di crescere di recente.
Queste combinazioni di fattori di crescita mostrano che Europasaurus sviluppò le sue dimensioni ridotte a causa di un tasso di crescita ampiamente ridotto, crescendo più lentamente rispetto a taxa più grandi come Camarasaurus. Questo rallentamento del tasso di crescita è l'opposto della tendenza generale dei sauropodi e dei teropodi, che raggiungevano dimensioni maggiori con tassi di crescita aumentati. Alcuni dei parenti più stretti di Europasaurus rappresentano i più grandi dinosauri conosciuti, tra cui Brachiosaurus e Sauroposeidon. Marpmann et al. (2014) hanno proposto che le piccole dimensioni e il ridotto tasso di crescita di Europasaurus siano un effetto di pedomorfismo, in cui gli adulti dei taxa mantengono caratteristiche giovanili per tutta la durata della loro vita, come le dimensioni ridotte.
L'esame dell'orecchio interno nei cuccioli di Europasaurus suggeriscono che fossero precoci, il che suggerisce che avrebbero fatto affidamento sulle protezioni degli adulti in un gruppo in una certa misura, qualcosa che non si osserva nei sauropodi più grandi a causa della massiccia differenza nelle dimensioni dei genitori e della prole. La struttura e la lunghezza dell'orecchio interno in questo genere suggeriscono anche che avessero un buon senso dell'udito. Pertanto la comunicazione intraspecifica era apparentemente importante per questo sauropode, rafforzando l'idea che questo sauropode fosse gregario.

### Nanismo insulare

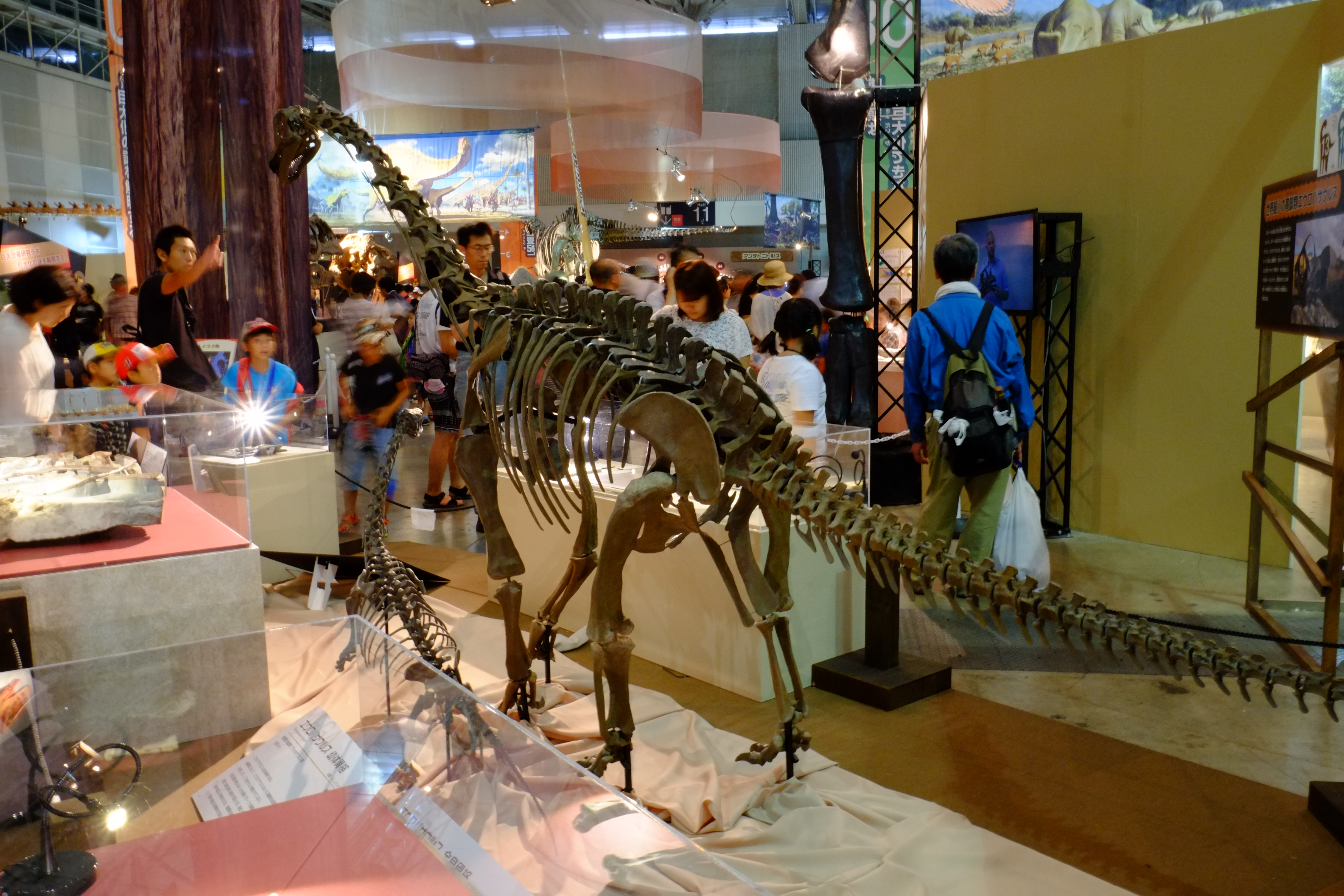
Scheletri di un adulto e un giovane di E. holgeri

È stato suggerito che l'antenato di Europasaurus avrebbe rapidamente ridotto le sue dimensioni corporee dopo essere emigrato su una delle paleo-isole della regione, poiché anche la più grande delle isole nella regione attorno alla Germania settentrionale era più piccola di 200.000 km quadrati, e non sarebbe stata in grado di produrre abbastanza cibo per sostenere una comunità di grandi sauropodi. In alternativa, un macronario potrebbe essersi rimpicciolito contemporaneamente a una massa continentale più grande, fino a raggiungere le dimensioni di Europasaurus. Studi precedenti sul nanismo insulare presenti nei dinosauri sono in gran parte limitati al Maastrichtiano, più precisamente sull'antica isola di Haţeg, oggi Romania, che ospitava i titanosauri nani Magyarosaurus e Paludititan, e l'hadrosauro nano Telmatosaurus.
È da notare come le dimensioni di Telmatosaurus provengono da un piccolo adulto e, sebbene sia molto piccolo, è noto che gli esemplari noti di Magyarosaurus di piccole dimensioni provengono da individui adulti. Gli adulti di Magyarosaurus dacus avevano dimensioni corporee simili a quelle di Europasaurus, ma il più grande di questi ultimi aveva femori più lunghi del più grande dei primi, mentre Magyarosaurus hungaricus era significativamente più grande di entrambi i taxon. Il nanismo in Europasaurus rappresenta l'unico cambiamento rapido significativo della massa corporea nei sauropodomorfi derivati, con la tendenza generale dei taxa ad una crescita delle dimensioni complessive in altri gruppi.

## Paleoecologia

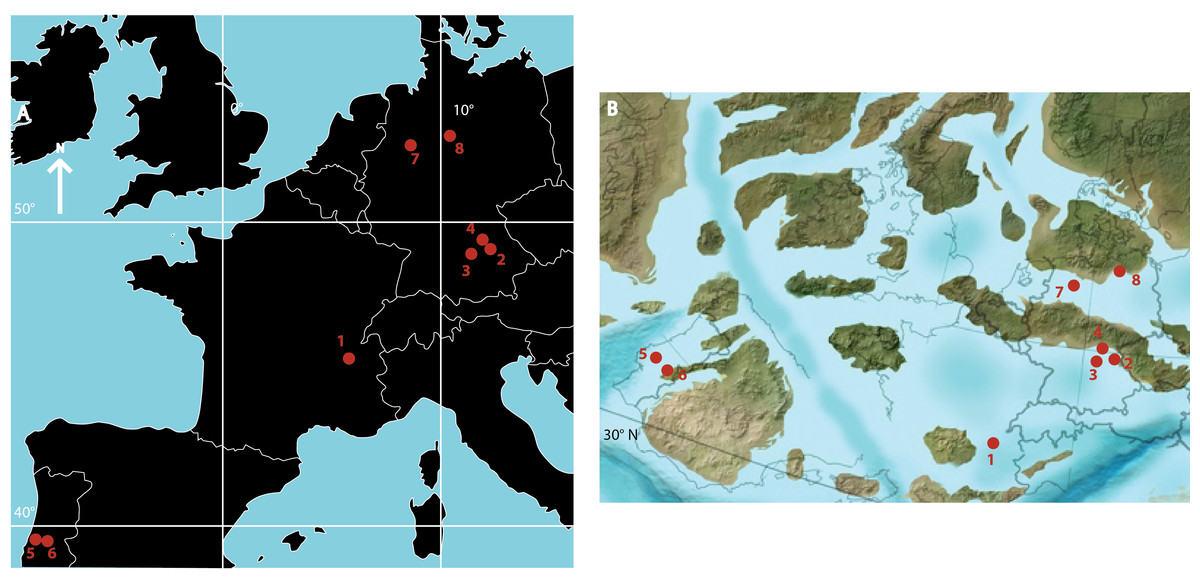
Località terrestri del Giurassico superiore europeo. '7' indica la cava di Langenberg

La località di Langenberg, Germania, copre un periodo di tempo tra l'inizio dell'Oxfordiano ed il tardo Kimmeridgiano e preserva una gran varietà vita vegetale e animale di un ecosistema insulare del Giurassico superiore. Durante il Kimmeridgiano questa sarebbe stata una località marina, trovandosi tra i massicci del Rhenisch, della Boemia e del Brabante-Londra. Tuttavia, molti dei taxa presenti appartengono a creature terrestri, suggerendo che i resti di animali e piante ritrovati in questa località sia siano depositati alloctonamente (anche se solo per una breve distanza) dalle isole circostanti. I sedimenti mostrano, inoltre, che vi fosse un afflusso occasionale di acqua dolce o salmastra, e i fossili conservati lo dimostrano. La località è anche ricca di fossili di bivalvi marini, così come echinodermi e microfossili, sebbene molti degli animali e delle piante fossero terrestri.
Molti taxa ritrovati a Langenberg rappresentano animali marini, che avrebbero interagito ben poco con Europasaurus. Questi includono almeno tre generi di tartarughe, tra cui Plesiochelys, Thalassemys e due taxa senza nome. Vi è un'abbondanza di fossili di pesci actinopterigi, rappresentati da Lepidotes, Macromesodon, Proscinetes, Coelodus, Macrosemius, Notagogus, Histionotus, Ionoscopus, Callopterus, Caturus, Sauropsis, Belonostomus e Thrissops. Sono presenti anche almeno cinque forme distinte di squali hybodonti, e i neoselachiani Palaeoscyllium, Synechodus e Asterodermus. La cava ha restituito anche i fossili di due coccodrilli marini, Machimosaurus e Steneosaurus, che probabilmente si nutrivano di tartarughe e pesci, oltre al coccodrillo Goniopholis.

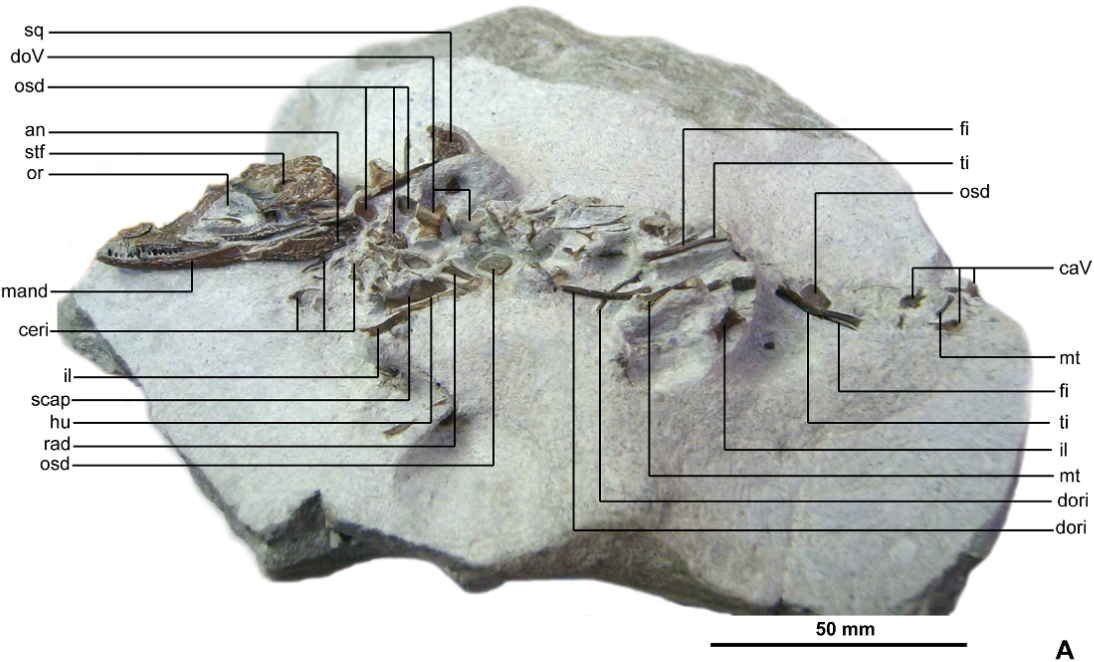
Esemplare fossile del contemporaneo Knoetschkesuchus

I fossili terrestri ritrovati nel sito includono pigne e rametti di conifere, identificabili come appartenenti all'araucaria Brachyphyllum. I fossili terrestri includono diversi taxa, tra i quali spicca una grande concentrazione di individui di Europasaurus, con almeno 450 ossa di quest'ultimo recuperate nella cava di Langenberg, della quale circa 1/3 di queste ossa mostrava segni di denti. Di questi segni, le dimensioni e le forme corrispondono bene ai denti di pesci, coccodrilli o altri spazzini, ma nessun segno confermato di teropodi, suggerendo che queste ossa si siano depositate in un ambiente marino, lontano dalla portata di predatori terrestri. L'elevato numero di individui presenti suggerisce che una mandria di Europasaurus stesse attraversando una zona di marea, annegando per motivi ignoti. Mentre Europasaurus rappresenta il taxa di grandi dimensioni dominante presente in questo sito, all'interno della cava sono stati ritrovati anche i resti di un sauropode diplodocide, uno stegosauro e molteplici teropodi. Il diplodocide è conosciuto per tre vertebre cervicali, e dalle loro dimensioni è possibile che anche quest'ultimo fosse nano. Lo stegosauro e i vari teropodi sono noti solo attraverso denti, ad eccezione di alcune ossa forse appartenenti ad un ceratosauride. Denti isolati mostrano che erano presenti almeno quattro diversi tipi di teropodi nella località, tra cui il megalosauride Torvosaurus sp. così come un megalosauride aggiuntivo e membri indeterminati di Allosauridae e Ceratosauria, oltre ai denti più antichi conosciuti di un velociraptorino.
Oltre ai dinosauri, la cava di Langenberg conserva anche molti vertebrati terrestri di piccole dimensioni. Tra questi figurano uno scheletro di pterosauro dsungaripteride ben conservato tridimensionalmente e resti isolati di ornithocheiroidi e ctenochasmatidi; una lucertola paramacellodide; e scheletri e crani parziali dell'atoposauridae Knoetschkesuchus, originariamente assegnati al genere Theriosuchus. Sono inoltre presenti diversi denti di mammiferi dryolestidi, così come un docodonte, un taxon di Eobaataridae, e un multitubercolato simile a Proalbionbataar, denominato Teutonodon.

### Estinzione

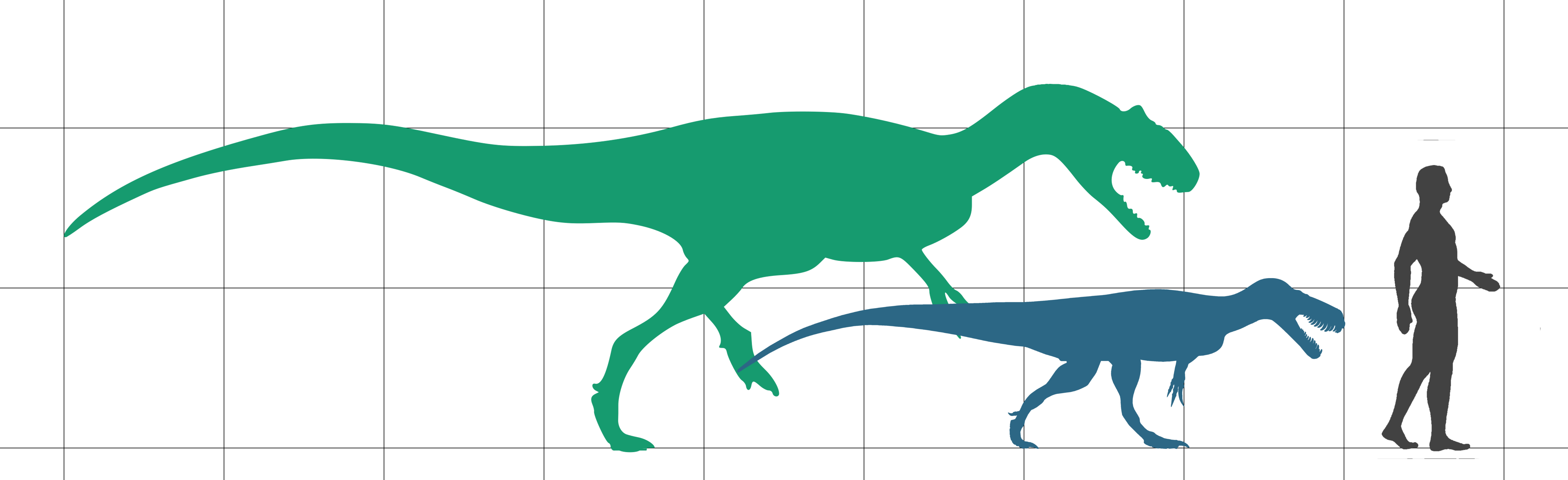
Dimensioni del torvosauro nativo (blu) e del teropode invasivo (verde)

Alcune impronte di dinosauro conservate nella cava di Langenberg potrebbero mostrano una possibile ragione dell'estinzione di Europasaurus e, potenzialmente, degli altri dinosauri nani presenti sulle isole della regione. Le impronte si trovano 5 metri sopra il deposito degli individui di Europasaurus, il che dimostra che almeno 35.000 anni dopo ci fu un calo del livello del mare che consentì alla fauna continentale di raggiungere le isole, provocando uno sconvolgimento della fauna insulare. Si stima che i teropodi che coesistevano con Europasaurus sulle isole raggiungessero una lunghezza di circa 4 metri, ma i teropodi che arrivarono attraversando il ponte di terra sono noti da impronte di 54 centimetri, indicando un teropode di 7-8 metri di lunghezza, se ricostruito come un allosauro. I descrittori di queste impronte (Jens Lallensack e colleghi) hanno suggerito che questi nuovi predatori continentali possano aver causato l'estinzione di questa fauna insulare, e il letto da cui hanno avuto origine le impronte (letto Langenberg 92) è probabilmente il più giovane in cui è ancora presente Europasaurus.